# 黑衛士兵團
黑衛士兵團（或簡稱為黑衛士），是英國陸軍的一支步兵部隊。
黑衛士的歷史可追溯至18世紀初。1725年，英國漢諾威王室於蘇格蘭高地徵召警衛民兵，用以維持高地治安及鎮壓詹姆斯黨。當時民兵已經有「黑衛士」之別稱，並很可能與民兵穿著深色的花呢格紋制服有關。後來英國在1739年為準備與西班牙的戰爭，而將黑衛士改編為正規步兵。此後黑衛士參與了英國在18世紀中葉至19世紀初的多場重要戰事，包括詹金斯的耳朵戰爭、奧地利王位繼承戰爭、法國印第安戰爭、美國獨立戰爭、法國大革命戰爭及拿破崙戰爭，亦曾調到愛爾蘭警衛當地，聞名於英國及海外地區。
19世紀中葉至20世紀初，黑衛士多次部署到海外作戰，包括克里米亞戰爭、第三次英國-阿散蒂戰爭、鎮壓印度反英起義、英埃戰爭、馬赫迪戰爭及第二次波耳戰爭。第一次世界大戰爆發後，黑衛士主要部署到歐洲西方戰線的戰壕，但也有一營部隊派到美索不達米亞作戰。第二次世界大戰期間，黑衛士的部隊主要派到歐洲、中東及非洲戰區，並投入敦刻爾克大撤退、英屬索馬里蘭戰事、北非戰場、西西里島戰役、入侵意大利及諾曼第戰役，但也有一營部隊被派往東南亞，編入緬甸遠征軍特種部隊。
第二次世界大戰後，黑衛士曾經以聯合國軍身份參與韓戰，並協助英國鎮壓茅茅起義及處理北愛爾蘭衝突。除此以外，黑衛士也是最後一批離開巴基斯坦及香港殖民地的英國部隊。踏入21世紀，黑衛士曾在科索沃戰爭中以北約維持和平部隊名義到當地執勤，後來又隨北約參與伊拉克戰爭及阿富汗戰爭。2006年，黑衛士根據英國國防部的軍事改制，而縮減為營級部隊，編屬於皇家蘇格蘭兵團的第三營。

## 源起與稱號
黑衛士的編制與英國光榮革命的歷史背景息息相關。1688年，信奉新教的荷蘭執政威廉三世與瑪麗二世獲得英國國會支持，成為新任英格蘭國王，而信奉天主教的詹姆斯二世則遭到廢黜而流亡法國，但詹姆斯黨仍嘗試協助詹姆斯二世重奪王位。
1714年，漢諾威王室的喬治一世繼承大不列顛王國王位，而獲得法國支援的詹姆士黨則以恢復斯圖亞特王室為名，在1715年向漢諾威王室發動戰爭，是為1715年詹姆士黨叛亂。由於不少蘇格蘭高地及愛爾蘭氏族支持詹姆士黨，漢諾威王室在鎮壓叛亂期間，已經在蘇格蘭高地徵召效忠派的民兵，組成高地獨立步兵連，協助維持治安。隨著英軍成功鎮壓叛亂，獨立步兵連亦遭解散。不過，詹姆士黨在1719年再次叛亂，驅使漢諾威王室重新徵召高地獨立步兵連。這些高地士兵參與了席爾峽谷戰役，協助英軍擊潰詹姆士黨。
1719年叛亂結束後，英國政府日益重視蘇格蘭高地士兵的警備能力。1724年，蘇格蘭貴族爵位勞瓦德勳爵向喬治一世寫信，指高地獨立步兵連對維持治安有莫大助益，建議重新編組。弗雷澤的建議亦獲得新任北不列顛英軍總司令喬治·韋迪准將支持。1725年，喬治一世下令徵召高地民兵「警衛」（Watch）駐守當地，並交由韋迪編組六個步兵連：坎貝爾氏族一共提供三個連隊，而勞瓦德-菲沙氏族、格蘭特氏族及芒羅氏族則各自提供一個連隊。根據喬治一世的命令，這些高地民兵的職責為執行繳械法令、緝拿罪犯及防止叛亂。
當時高地獨立連很可能已被稱為「黑衛士」（Black Watch），但原因卻眾說紛紜。主流的說法指這些高地民兵全部使用深色的花呢格紋：韋迪在1725年的徵兵令中，曾經下令各族民兵必須穿著顏色相近的格紋制服，而這些氏族本身的格紋以黑色、綠色和藍色為主。這種黑衛士獨有的格紋後來又被稱為「政府格紋」（Government Tartan），並且見於1760年代的油畫。另一個傳說則指高地民兵經常要打壓幫派「勒索保護費」（Black-mail），黑衛士的「黑色」即由此詞引申而來；蘇格蘭格紋協會（Scotland Tartan Authority）推測「黑色」亦有機會是指高地民兵穿戴象徵漢諾威王室的黑色花章帽，以與象徵詹姆士黨的白色花章帽區別。不論如何，時至1738年，韋迪在官方記錄中已經將「黑衛士」列為民兵的稱呼之一，而這稱號很可能是蘇格蘭人用來居別於身穿紅衣的正規英軍「紅士兵」；類似描述在黑衛士兵團於1893年編寫的團史亦有記載。

## 第43高地步兵軍團時期 （1739-1749）

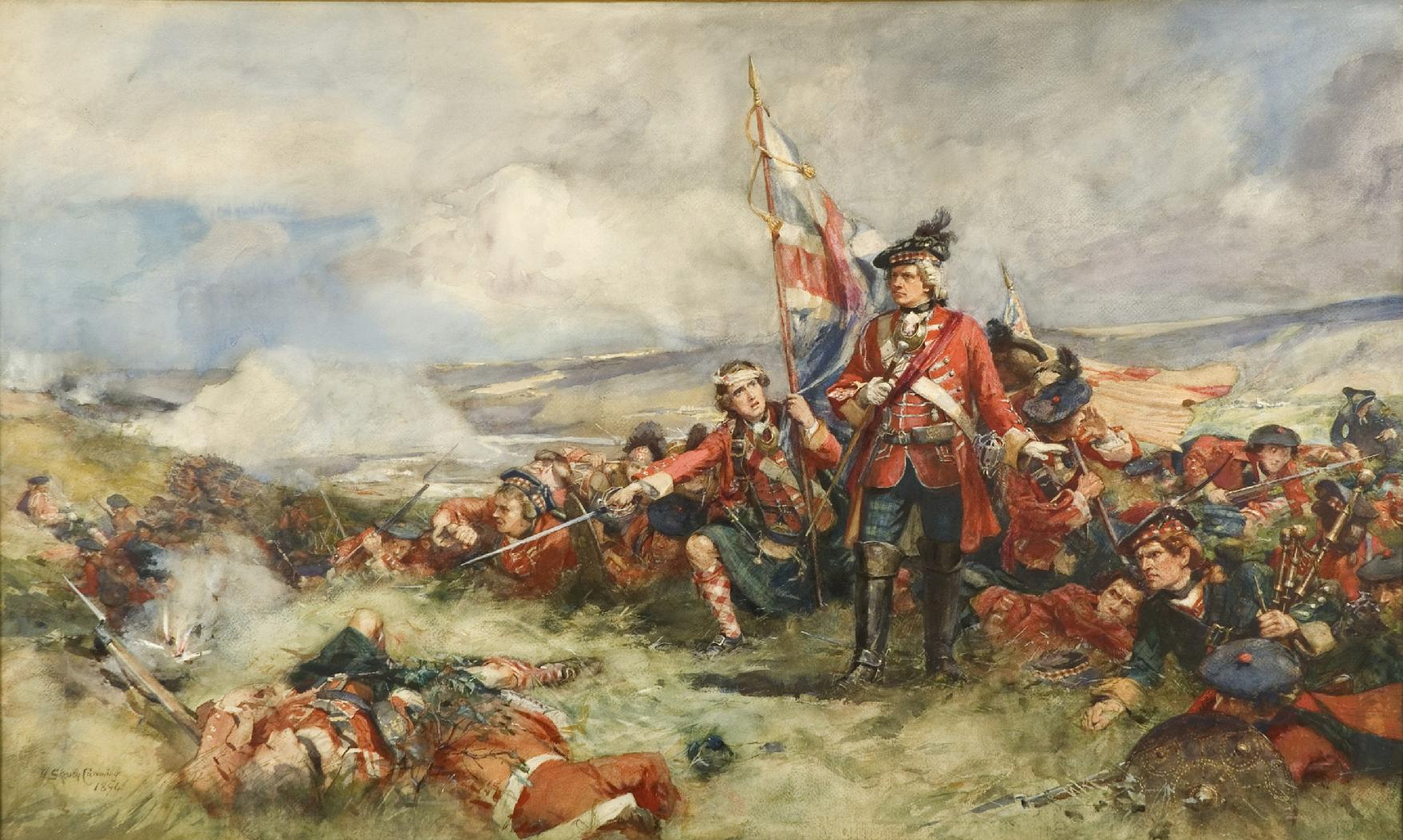
1745年5月11日，黑衛士首次以英國陸軍身份在海外參戰，並在豐特努瓦戰役中掩護英軍撤退，即時在英國及法國立下名聲。圖為畫家在1894年重繪黑衛士死守英軍陣列的情境。

在1720年代至1739年期間，黑衛士一直在蘇格蘭高地維持治安，並協助英軍建設大量的軍用道路。當時英國與西班牙哈布斯堡王朝的關係不斷惡化，有感戰爭在即，喬治二世在1739年10月25日下令徵召額外四支高地獨立步兵連隊，然後整編為一支正規的步兵軍團，以備歐洲戰事。詹金斯的耳朵戰爭則在不久爆發。
經歷一年整編，高地獨立連終於在1740年組成第43高地步兵軍團（43rd (Highland) Regiment of Foot），仍然保留黑衛士的稱號。同年奧地利王位繼承戰爭爆發，而英國則在1742年起不斷增兵支援漢諾威及荷蘭等新教同盟國。到1742年底，喬治二世決定調派高地步兵軍團到歐洲作戰，並下令黑衛士由高地向倫敦行軍。然而黑衛士的軍兵受到英軍軍官誤導，以為只是到倫敦海德公園接受喬治二世檢閱；部隊在行軍期間又聽到謠言，指他們將被派往環境惡劣的西印度群島送死。當黑衛士抵達倫敦後，喬治二世卻剛好啟程前往萊茵指揮軍隊，而黑衛士又在檢閱後被告知將被派往法蘭德斯作戰，不得返回蘇格蘭，令到愈來愈多黑衛士相信謠言。終於在1743年5月18日，112名黑衛士在半夜叛變離開，並在倫敦17英里外被英軍阻截，幾乎爆發衝突。叛變的黑衛士最終被捕並囚禁在倫敦塔，經軍法審判後全部判處死刑；而喬治二世則特赦除了三名「主謀」以外的所有士兵死罪，但即時把犯人送往北美、西印度群島或直布羅陀等地服役，其中38人被調到北美的第42奧格爾索普軍團，與該軍團的蘇格蘭移民一同作戰。黑衛士的叛變在日後引起廣泛爭論，同情者多指出高地士兵過於單純，一直假設自己的職責只是守衛家鄉，被捕後又未能在求情信上說明情況（不少士兵只懂得高地蓋爾語）；質疑者則認為叛變的黑衛士大多同情詹姆士黨。不論如何，沒有叛變的黑衛士仍如期出發，前往法蘭德斯。
1745年5月11日，黑衛士首次上陣，參與豐特努瓦戰役。雖然英國及新教盟軍在戰役中被法國的愛爾蘭旅擊敗，但奮勇掩護盟軍撤退的黑衛士卻一戰成名，在英法兩軍的指揮官留下深刻印象：其中一個廣為流傳的故事記述，一名黑衛士牧師違抗上級命令，拒絕到陣列後方伴隨軍醫，而手持闊劍到陣前作戰。戰後英軍指揮官坎伯蘭公爵特意到黑衛士的營帳讚許士兵，而法國軍官在書信中更有以下記載：
|                                                                | 英軍雖然表現優秀，我軍（法軍）始終更勝一籌。但當我軍在鬥志高昂的軍官鼓舞下壓制英軍，那些高地怒漢卻以猛烈於海上狂風暴雨之勢，向我們迎面襲來。 The British forces behaved well, and could be exceeded in ardour by none but our officers, who animated the troops by their example, when the highland furies rushed in upon us with more violence than ever did a sea drove by tempest. |
| ——一名法國軍官，《法軍書信節錄》，載於《蘇格蘭雜誌》，1745年。 | |

豐特努瓦戰役後，黑衛士在秋季回到英格蘭，應付1745年詹姆士黨叛亂，防範法國登陸。隨著詹姆士黨在卡洛登戰役中被徹底擊潰，黑衛士在翌年調回歐洲駐守。1748年第二亞琛和約簽訂後，奧地利王位繼承戰爭亦告結束。黑衛士返回英國進行減員改編，最後在1749年調到愛爾蘭。同年北美的第42奧格爾索普軍團解散，黑衛士的第43軍團取而代之，更名為第42高地步兵軍團。

## 第42高地步兵軍團時期（1749-1881）

### 法國印第安戰爭

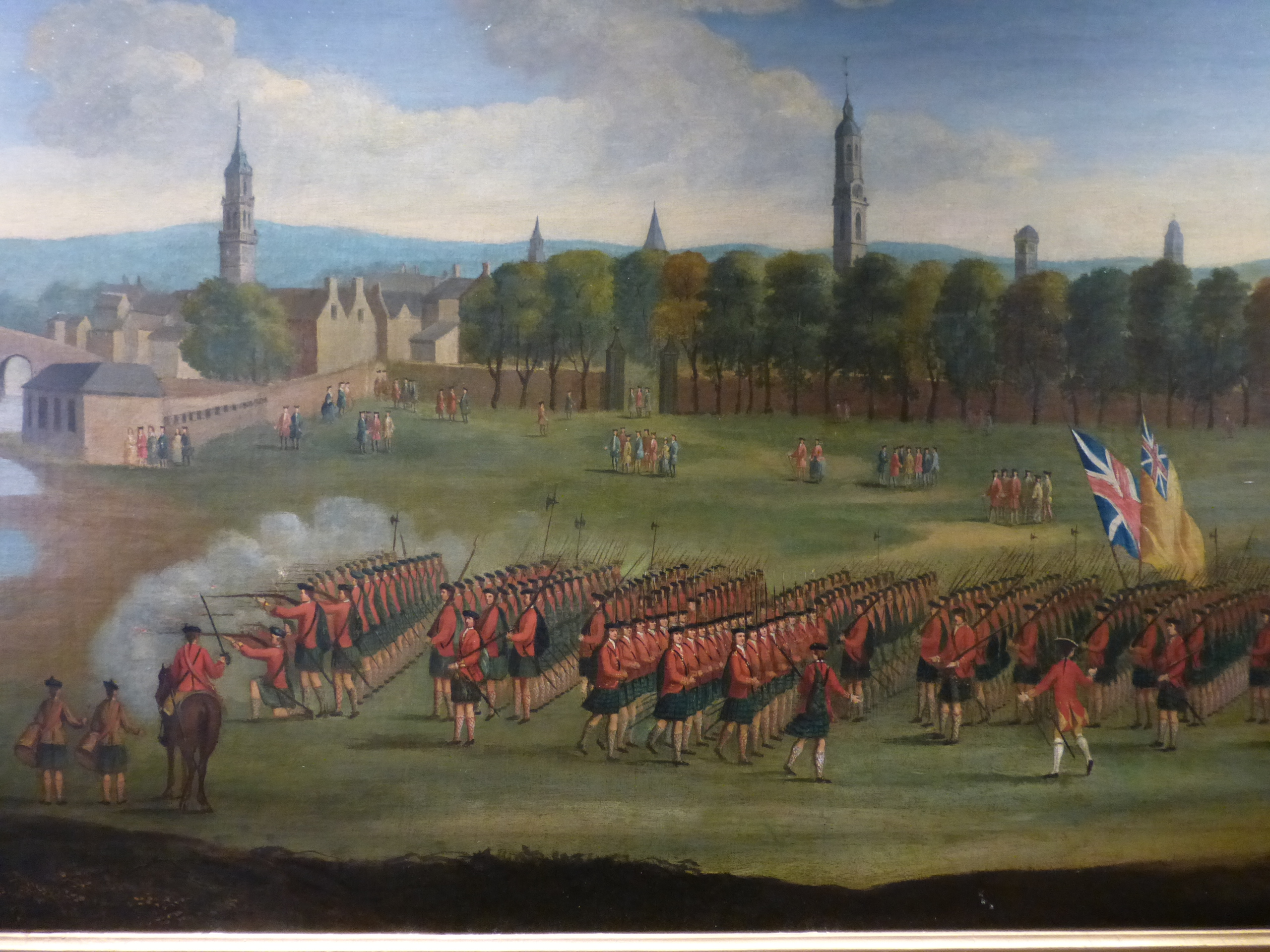
黑衛士正在格拉斯哥訓練新兵，約繪於1758年。

1754年，北美洲爆發法國印第安戰爭，而七年戰爭也在1756年於歐洲爆發。在北美洲戰區，英國嘗試進攻法國的殖民地，而黑衛士也在1756年調到紐約市。在戰爭之初，黑衛士大部時間都駐守於奧爾巴尼，直到1758年7月，黑衛士隨同英國大軍北上尚普蘭湖地區，並在7月8日強攻法軍的鐘琴堡，是為鐘琴堡戰役。英軍在戰役中遭受嚴重損傷而被迫撤退，其中黑衛士共有314人陣亡、333人受傷，喪失超過半個團的戰力。
1758年7月22日，喬治二世授予第42軍團「皇家」稱號，以表彰黑衛士過去的戰績，同時下令為軍團招募新一個營的士兵；然而倫敦政府要到8月才得悉鐘琴堡戰役之敗，故此與頒授「皇家」稱號無關。
1758年冬季，黑衛士的第一營撤退到長島休整補充。至於第二營在1758年10月完成整編，全營700名士兵在1759年派往加勒比海作戰。黑衛士第二營參與了馬提尼克戰役及瓜德羅普戰役，並成攻佔據瓜德羅普。
1759年7月中，第二營啟航到紐約與第一營會合，隨同英軍總司令阿美士德北伐加拿大，並且成功進佔鐘琴堡及皇冠岬。隨著詹姆斯·渥爾夫的英軍在亞伯拉罕平原戰役取勝後佔領魁北克，阿美士德等部亦北上會師，最終在1760年9月迫使蒙特利爾投降。1761年，黑衛士調回加勒比海，在1762年2月再次進攻馬提尼克，最後在6月參與哈瓦那戰役，然後返回紐約待命。
1763年巴黎條約簽訂後，七年戰爭告一段落。黑衛士的第二營遭到解散，而第一營則改為戍守北美邊疆，協助英軍在龐蒂克戰爭中鎮壓北美原住民叛亂。在亨利·波桂的指揮下，黑衛士與殖民地民兵於1763年8月灌木溪戰役擊潰俄亥俄地區的原住民部族，然後深入俄亥俄谷地，終於迫使蕭尼族、塞內卡族及雷納佩族與殖民地議和。黑衛士在1764年至1767年間分散駐守俄亥俄及紐約等地，並在1767年7月調回愛爾蘭科克駐守，協助調解該處的天主教與新教徒的衝突。

### 美國獨立戰爭
1775年初，黑衛士終於調回家鄉蘇格蘭高地。同年4月列星頓和康科德戰役爆發，美國獨立戰爭正式開始。黑衛士在1776年5月1日登艦前往增援波士頓，嘗試解除波士頓之圍，但當時威廉·何奧已經撤退到哈利法克斯，黑衛士的航程亦隨即改道該處。
1776年8月，紐約及新澤西戰役爆發。黑衛士參與了紐約戰場的絕大部分重要戰事，包括長島會戰、基普灣登陸戰、哈林高地戰役、白原戰役及華盛頓堡攻城戰。戰事轉入新澤西州後，黑衛士分散到各個哨站過冬，並在新澤西州起義中屢次遭到民兵襲擊。特倫頓戰役後，黑衛士回防不倫瑞克市一帶，並在糧草戰爭期間與民兵有數次衝突。
1777年9月，何奧發動費城戰役，進攻美國首都費城。黑衛士參與了關鍵的白蘭地酒戰役，而其中一支連隊又在10月參與日耳曼敦战役。雖然兩場戰役俱以英軍勝利作結，但喬治·華盛頓仍勉強在福治谷撐過寒冬，並在1778年6月蒙茅斯战役再次抵抗英軍。何奧本人也因約翰·伯戈因在薩拉托加戰役之敗而引咎辭職，由亨利·克林頓接任北美英軍總司令。1778年至1779年，黑衛士除了遠征羅德島之外，一直留守紐約州及新澤西州，並與美國民兵多次交戰。
1780年，黑衛士短暫調到南方戰場，在4月加入查爾斯頓圍城戰。接著黑衛士的主力回到北方，但有一支連隊仍隨同查爾斯·康沃利斯在南方作戰。這支連隊最終在1781年的約克鎮圍城戰後向華盛頓的美軍投降。1783年巴黎條約簽訂後，英國正式承認美國獨立，黑衛士在10月22日撤離紐約，先後調到哈利法克斯及布雷頓角島駐守，最終在1790年返回蘇格蘭格拉斯哥。在1779年至1786年間，黑衛士曾經再次編組第二營士兵，而這營士兵最終獨立為第73珀斯郡步兵軍團。

### 法國大革命戰爭及拿破崙戰爭

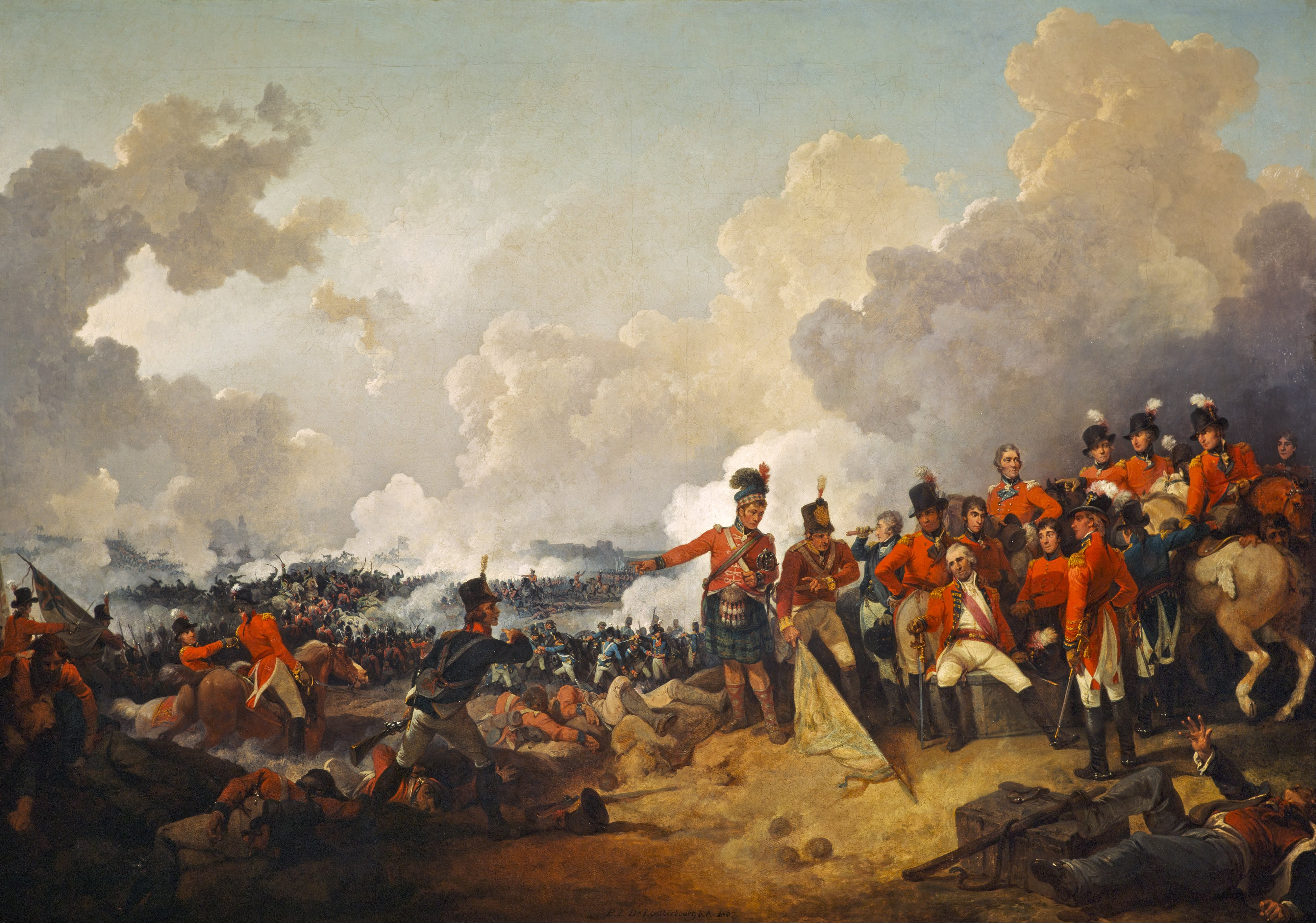
英國將軍拉爾夫·阿培克朗比於1801年亞歷山大港戰役之死，繪於1802年。油畫中央的英軍穿著黑衛士的蘇格蘭裙，並在帽上挂有黑衛士獨有的紅羽羽飾，可推斷為第42皇家高地步兵軍團的士兵。

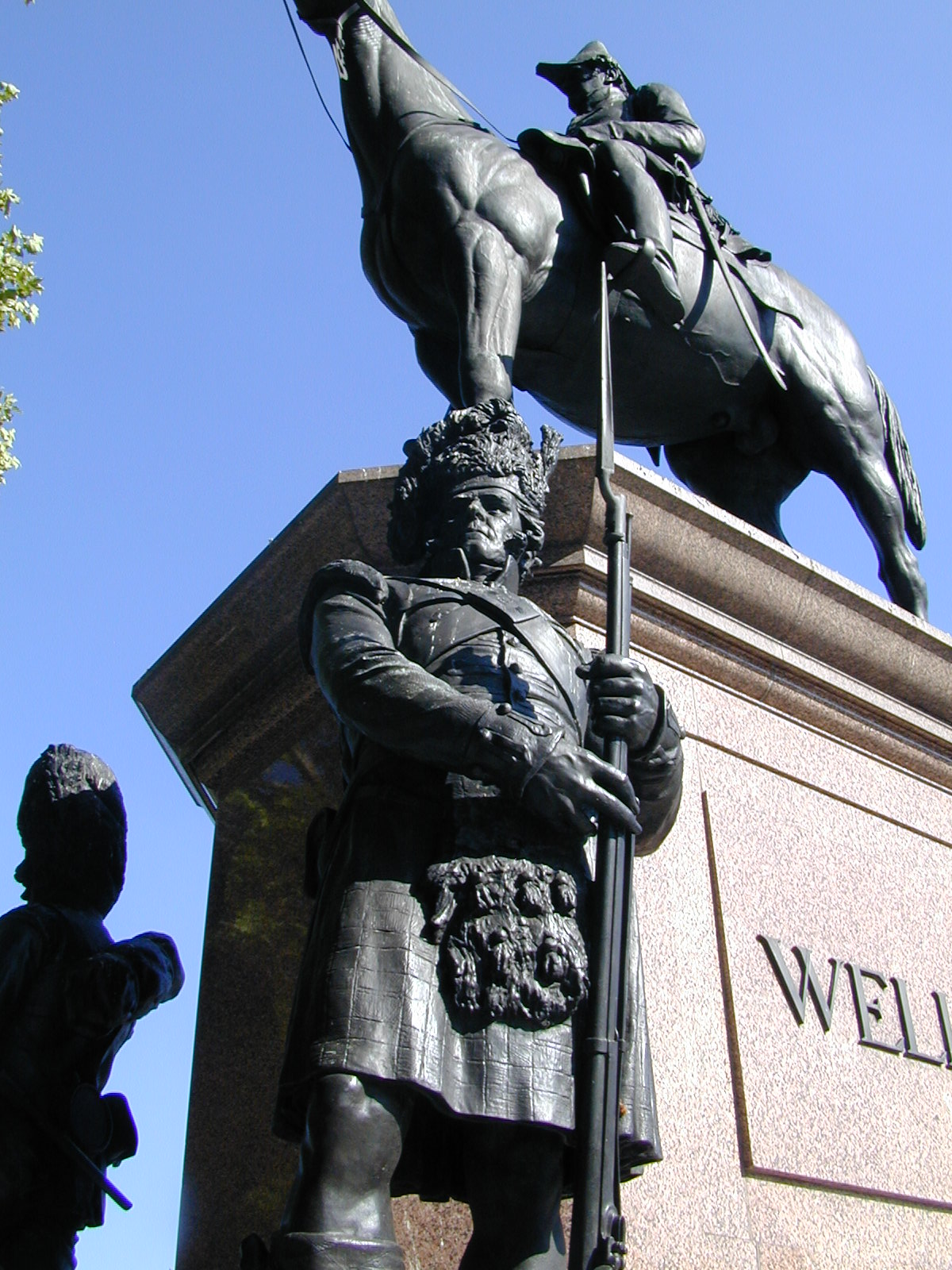
海德公園角的威靈頓公爵像，由黑衛士持槍守衛。黑衛士在半島戰爭期間曾多次跟隨威靈頓征戰。

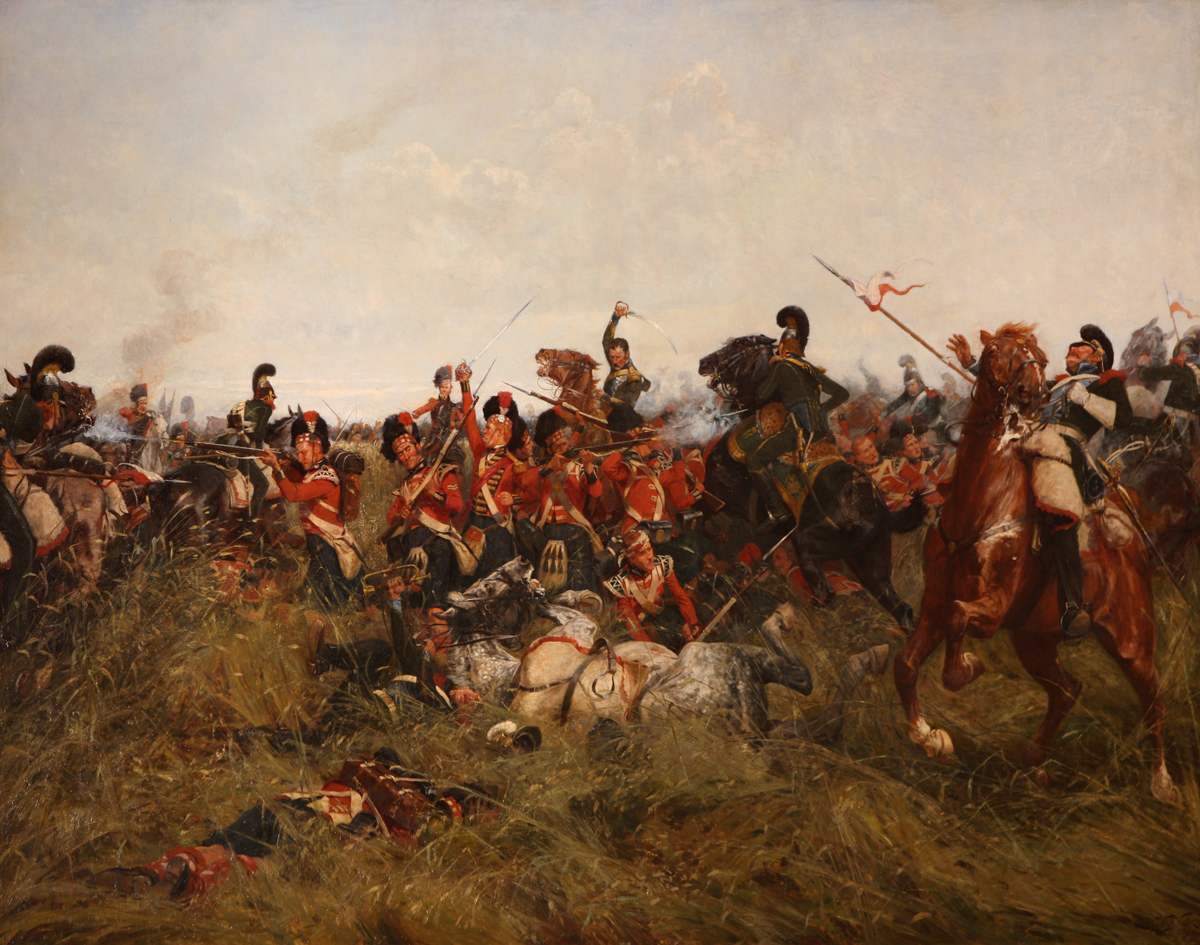
畫家描繪黑衛士在1815年四臂村戰役中死守法國騎兵衝鋒，而滑鐵盧戰役在數日後爆發。

1789年，法國大革命爆發。隨著法國國王路易十六的出逃失敗並最終遭到處死，招致歐洲多個君主制國家先後向法國宣戰，法國大革命戰爭就此開始。1793年，英國加入第一次反法同盟，黑衛士亦由蘇格蘭南下，並在1794年6月派往參與佛蘭德斯戰役。然而法軍在戰場上接連取勝，並開始攻入荷蘭共和國。到1795年1月，荷蘭共和國被革命推翻，巴達維亞共和國成立，而英軍則開始撤退。黑衛士在4月於漢諾威的不來梅乘船返國，旋於10月被派往西印度群島，攻擊法國及荷蘭的殖民地。受到風暴影響，黑衛士只有一半士兵（五個連）成功抵達巴巴多斯，而滯留英國的黑衛士則改為派駐直布羅陀。加勒比海的黑衛士部隊參與了攻佔聖盧西亞（1796年4月至5月）及聖文森島（6月）。英西戰爭爆發後，黑衛士在1797年4月參與聖胡安戰役，但戰事以英軍失利撤退告終。隨後黑衛士調回地中海，派往攻佔梅諾卡島，最終在1800年調駐直布羅陀。
黑衛士的下一任務為攻擊埃及。1798年，拿破崙率軍成功遠征埃及（時為奧斯曼帝國行省），但卻在尼羅河河口海戰後遭到英國海軍海上封鎖，再加上第二次反法同盟又再成立，促使拿破崙於1799年潛行返國。然而法國仍然在埃及與敘利亞行使殖民統治，並威脅英國經地中海與印度之間的交通。1800年，英國決定派軍攻打埃及，而黑衛士亦隨隊遠征。1801年3月8日，英軍在亞歷山大港外的阿布基爾強行登陸，引發第二次阿布基爾戰役，黑衛士是其中一支搶灘的先鋒部隊。落敗的法軍在3月13日的曼多拉戰役嘗試再次阻擋英軍，但仍告失敗。英軍在這場戰役派出同屬蘇格蘭高地的第90步兵軍團及第92步兵軍團，而黑衛士僅充當後備。3月20日，開羅的法國援軍抵達，並在21日凌晨進攻英軍陣地，引發亞歷山大港戰役。黑衛士在戰役中擊潰了意外闖入英軍陣列的一支法國軍團、奪取其軍旗、並在陣列破損的情況下兩次擋住法國騎兵衝鋒。英軍最終再次戰勝法軍，而開羅及亞歷山大港分別在6月及9月投降。黑衛士在此役憑戰功獲表彰戰役榮譽，並在軍團旗幟及徽章加贈獅身人面像。
埃及戰事結束後，黑衛士返回英國，並在1802年回到蘇格蘭愛丁堡，其時第二次反法同盟已遭拿破崙擊敗而解散。接著數年，黑衛士留在英國休整，並再次徵召第二營士兵。1805年，黑衛士第一營被派往直布羅陀，而第二營則被派往愛爾蘭。1808年，半島戰爭爆發。同年8月，英國陸軍中將阿瑟·韋爾斯利（日後第一代威靈頓公爵）在葡萄牙维梅鲁之战中擊敗法軍，黑衛士即由直布羅陀出發前往會師，進攻西班牙境內的法國部隊。但韋爾斯利在維梅魯一役後因故遭到免職，英軍主帥改由約翰·摩爾爵士擔任。摩爾在11月率領英軍抵達薩拉曼卡，卻得悉西班牙的起義軍先後在埃斯皮諾薩戰役（11月10日）及圖德拉戰役（11月23日）被法軍擊敗，而英格蘭的援軍又遇上阻滯。12月初，摩爾得悉拿破崙已經帶大軍進入馬德里，於是率領英軍向拉科魯尼亞港口撤退。
1809年1月16日，法國元帥蘇爾特率軍追上英軍，科魯尼亞戰役爆發。黑衛士在戰役中部署在英軍中央，並與第50步兵軍團一同死守法軍首輪攻勢，遭到法軍重創。英軍雖然在戰役中擊退法軍，但包括摩爾在內的多名將軍卻因傷陣亡，部隊亦因疾病而承受嚴重損失。1月18日英軍倉猝從海路撤出西班牙，棄下大量武器裝備。科魯尼亞戰役後，黑衛士第一營返回英國，然後隨軍遠征瓦爾赫倫島的法國船塢。然而英國遠征軍飽受瘧疾及斑疹傷寒感染，造成大量士兵死亡，行動亦告失敗。當黑衛士第一營在1809年9月返抵英國時，軍團原先的758人只有204人仍可作戰。這場瘟疫在當時亦被稱為「瓦爾赫倫熱」（Walcheren Fever）。
另一方面，英國在西班牙失利後，交由韋爾斯利防守葡萄牙，半島戰爭進入另一階段。駐守愛爾蘭的黑衛士第二營在1809年調往葡萄牙，並在韋爾斯利指揮下參與布薩高戰役（1810年9月27日）、守備托利斯維德拉防線（1810年至1811年）、奧尼奧羅戰役（1811年5月3日至6日）以及1812年巴達霍斯圍城戰。英軍在以上戰事全部取得勝利，而韋爾斯利接連加官增爵，成為陸軍上將及威靈頓候爵。
奧尼奧羅戰役後，黑衛士第一營抵達葡萄牙增援，並且與第二營會合，在威靈頓指揮下向馬德里行軍。英軍雖然在薩拉曼卡戰役（1812年7月22日）取勝，卻在布爾戈斯圍城戰（1812年9月19日至21日）被法軍擊敗，只好放棄馬德里而向葡萄牙潰退。1813年，黑衛士隨同威靈頓再次反攻，先在6月21日的維多利亞戰役擊敗法軍，然後在比利牛斯山戰役、聖塞巴斯提安圍城戰及畢達索亞戰役接連擊敗蘇爾特，終於將法軍逐出西班牙。11月威靈頓率軍進攻法國本土，並在尼維爾河戰役（11月10日）及奧爾泰戰役（1814年2月27日）等役擊潰蘇爾特。到1814年初，英軍已經封鎖了拜翁及控制波爾多，並攻向法國軍事重鎮圖盧茲。
1814年4月10日，圖盧茲戰役爆發。黑衛士在戰役中隸屬第六師，由圖盧茲東面搶攻高地的法軍棱堡，並架設大砲控制戰局。第六師起初的攻勢被法軍擋住，後來黑衛士的500名士兵被派作先鋒，向法軍的棱堡直接衝鋒，在以寡敵眾的情況下打破法軍缺口，更一度佔據數座棱堡。然而黑衛士亦承受嚴重傷亡，在法軍連番反擊下被迫後退，直到英軍援兵抵達，才終於控制圖盧茲的東部高地。戰事中黑衛士共有54人陣亡、267人受傷。蘇爾特在4月11日退守圖盧茲市內的堡壘，預備繼續作戰；不過拿破崙退位的消息在4月12日傳抵圖盧茲，蘇爾特便與威靈頓商討停火。半島戰爭至此結束。
圖盧茲一役後，黑衛士協助盟軍佔領巴黎，然後返回愛爾蘭重新整編，第二營亦再次廢止。不過拿破崙在1815年2月成功逃離厄爾巴島，重建百日王朝，反法戰爭死灰復燃。5月黑衛士再次前往佛蘭德斯，加入威靈頓的盟國軍隊。6月16日，威靈頓與內伊元帥的法軍爭奪四臂村的十字路口，引發四臂村戰役。黑衛士起初擔任英軍預備部隊，在戰事中段投入作戰，並成功擋住法軍步兵，但部隊卻因地勢失利而屢遭法軍火砲及騎兵攻擊，只能排出方陣死守，承受不少損傷。黑衛士全團875名士兵，在當日便有54人陣亡，242人受傷。雖然威靈頓與內伊在四臂村上打成平手，但同日拿破崙在利尼战役擊敗普魯士元帥布呂歇爾，威脅英軍左翼，迫使威靈頓在16日晚撤退到滑鐵盧以南的山地重新佈陣。
6月18日近中午，拿破崙派兵攻打威靈頓，滑鐵盧戰役爆發。黑衛士在戰役中部署到盟軍左翼，但因早前損傷嚴重，而被湯馬士·皮克頓配置在山地後方。當法國元帥戴爾龍伯爵率軍進攻盟軍左翼之時，黑衛士仍然在陣列後方充任後備。戴爾龍最終被英國騎兵擊退，而內伊元帥向英軍中央的多次騎兵衝鋒亦被英軍方陣勉強擋住，當中第73珀斯郡步兵軍團（黑衛士的姊妹軍團）承受了嚴重死傷。戰事尾聲，布呂歇爾率領普魯士軍增援，令到拿破崙的法軍開始潰敗，黑衛士等預備隊才加入追擊。整場戰事，黑衛士只有5人陣亡，45人受傷。然而黑衛士仍憑著四臂村的戰功，與第28北告羅士打郡步兵軍團、第79金馬倫高地步兵軍團、第92戈頓高地步兵軍團及漢諾威步兵軍團，一同獲得威靈頓的戰報表揚。
拿破崙戰爭結束後，黑衛士協助盟軍佔領巴黎，然後返回英國。當時歐洲在會議制度之下，局勢相對和平。黑衛士在1815年至1825年間駐守於愛爾蘭，然後分成兩部：一部調返蘇格蘭愛丁堡，另一部則派駐直布羅陀。直布羅陀的黑衛士後來又調駐馬爾他（1832年）及愛奧尼亞群島（1834年），最終在1836年返回愛丁堡。1838年至1853年，黑衛士的分隊曾經駐守於愛爾蘭、蘇格蘭、愛奧尼亞、馬爾他、科孚島、百慕達及哈利法克斯。

### 克里米亞戰爭、印度傭兵起義及海外殖民地戰事
1853年7月，克里米亞戰爭爆發，而英國則在1854年3月向俄羅斯帝國宣戰。黑衛士隨同英軍出發，在9月登陸克里米亞，並隨即參與阿爾馬河戰役。戰役中黑衛士及其他高地步兵進攻了俄軍的右翼，並成功迫使其撤退。不過黑衛士此後錯過了所有的重要戰事，要到1855年9月初才向塞瓦斯托波爾進軍，其時塞瓦斯托波爾圍城戰已即將結束。俄軍投降後，黑衛士駐守於塞瓦斯托波爾，到1856年3月啟程返國。
1857年5月，英屬東印度公司的印度傭兵起義。黑衛士在8月離開英國，於10月抵達加爾各答，協助英軍鎮壓叛亂。黑衛士先在1857年12月增援第二次坎普爾戰役的英軍，並且奪取印度其中一個軍團的軍鑼。1858年3月，黑衛士參與勒克瑙戰役，並擊敗叛軍，印度傭兵的有組織抵抗大致告一段落。傭兵起義結束後，黑衛士繼續戍守印度，鎮壓各地零星的叛亂及部族衝突，要到1868年1月才調返蘇格蘭。 1861年7月6日，黑衛士獲准在軍團的官方名稱加上「黑衛士」的稱呼，以表彰軍團在克里米亞及印度的戰功。軍團的全稱因此更改為「第42皇家高地步兵軍團（黑衛士）」（42nd Royal Highland Regiment of Foot (The Black Watch)）。
1873年底，黑衛士被派往非洲加納，參與第三次英國-阿散蒂戰爭。黑衛士在嘉內德·沃爾斯利的麾下，分別於1874年1月31日的阿莫阿富爾戰役及2月4日的柯達舒戰役擔任攻擊主力，擊潰阿散蒂王國的部隊，然後攻佔首都庫馬西，迫使阿散蒂簽訂和約。接著黑衛士移駐馬爾他，再於1878年俄土戰爭結束後，守備英國新近租借的殖民地塞浦路斯，最後在1879年啟程返國。

## 黑衛士（皇家高地軍團）時期（1881-2006）

### 馬赫迪戰爭及波耳戰爭

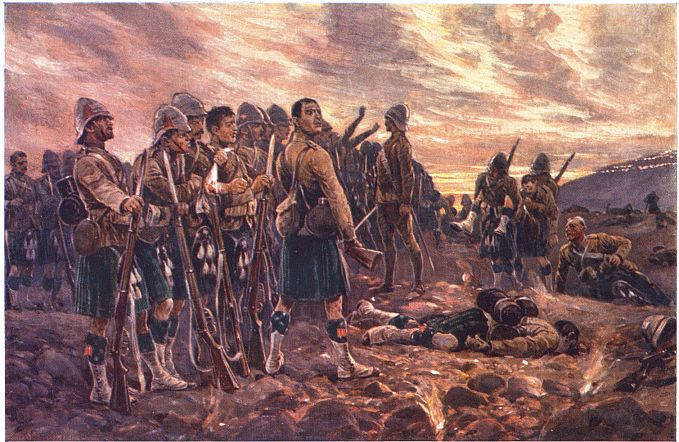
1899年12月11日，黑衛士在波耳戰爭中的馬格斯方丹戰役遭受重創。圖為畫家描繪黑衛士被波耳戰壕重創後的情境。

1881年，英國政府推行柴特斯軍事改革，嘗試改善英國陸軍的徵兵及後備軍制度，並劃定不同軍團的招募地區，取消原有的數列番號。黑衛士在改革中與第73珀斯郡步兵軍團合併，成為法夫郡、科發郡及珀斯郡的郡屬軍團：原第42軍團的部隊編為黑衛士第一營，而第73軍團則編為黑衛士第二營。
1882年，英埃戰爭爆發。兩營黑衛士在8月底抵達埃及，然後聯同其他高地軍團，參與大土陵戰役，並協助英軍進佔開羅。不久英國以援助埃及政府為名，介入蘇丹的馬赫迪戰爭。黑衛士在1884年2月被派往南方，並在第二次埃爾塔戰役及塔邁爾戰役中擔當主力，擊敗蘇丹叛軍。同年9月，英國政府決定解救被圍於喀土穆的查理·喬治·戈登與英埃軍隊，黑衛士即隨同英軍由開羅出發，上溯尼羅河，並在1885年2月10日於卻別罕戰役擊敗叛軍。當時喀土穆已經在1月26日被蘇丹叛軍攻陷，連同戈登在內全軍覆滅。2月23日英軍得悉喀土穆失陷消息，便啟程返回埃及。
1886年初，黑衛士的部隊被派到不同地方駐守。第一營先在1886年由埃及調到馬爾他，再於1889年調到直布羅陀，又於1893年分別調到毛里求斯及南非開普敦，最後在1896年全營開赴印度。黑衛士第二營則在1886年返回愛爾蘭。
1899年10月，第二次波耳戰爭爆發，黑衛士第二營跟隨蘇格蘭高地旅動員到南非作戰，並在11月抵達開普敦，旋即前往解除金伯利圍城戰。但高地旅隨即在12月11日的馬格斯方丹戰役遭逢慘敗。當日凌晨，英軍中將安德魯·沃科普率領高地旅夜襲波耳軍在山上的戰壕，並由黑衛士的918人擔任先鋒。為免士兵走失，沃科普下令部隊保持緊密隊形，但由於晚上天氣惡劣，高地旅的行軍緩慢，在日出時分才抵達戰壕外1,000碼位置。然而沃科普卻未有聽從勸告，下令士兵繼續保持隊形。結果英軍在距離戰壕400碼時遭到波耳守軍猛烈射擊，死傷慘重。沃科普本人在第一輪交火中即時陣亡，而先鋒的黑衛士共有93人陣亡，210人受傷。隨著高地旅逐漸潰敗，英軍在下午被迫撤離戰場，波耳軍獲得勝利。
1900年初，新任南非遠征軍總司令羅伯茨勳爵率領援軍抵達南非，並改變作戰策略。1900年2月，羅伯茨率軍追截由馬格斯方丹撤退的波耳部隊，並在2月18日於莫德爾河畔的馬山淺灘包圍波耳軍，馬山戰役爆發。高地旅在首日的血腥星期日中承受嚴重傷亡，而黑衛士也減員至500人左右。此後英軍放棄強攻戰壕，改為採用火砲轟擊及圍堵戰術，終於在27日迫使波爾軍投降。
馬山戰役後，黑衛士第二營又參與了額外多場小規模戰役，而整體戰局則逐漸演變為游擊戰。由於英軍因戰損及疾病而損失慘重，只能再向南非派出援軍。1901年，黑衛士第一營由印度調往南非，並在12月與第二營會合。隨著戰爭逐漸失去民心，再加上英軍的集中營政策引起極大爭議，英國終於開始與波耳人談判。第二次波耳戰爭最終在1902年5月31日結束。黑衛士第一營在1902年12月返回蘇格蘭，並在接著十年留駐英國，而第二營則長駐印度。

### 第一次世界大戰及戰間期
1914年7月28日，第一次世界大戰爆發，而英國亦在8月4日向德意志帝國宣戰，並籌組英國遠征軍。當時黑衛士除了兩營正規軍，還有一營預備役（編制列為第三營）及四營本地陸軍（第四營至第七營，1908年前為登地、法夫郡、科發郡及珀斯郡四地的義勇軍）。在1914年至1918年間，英軍為黑衛士額外徵召七個營的義勇軍或民兵，編制上列為第八至第十四營。
黑衛士第一營在1914年8月14日登陸法國勒阿弗爾，此後一直留在西方戰線，先後參與了1914年的蒙斯戰役、勒卡托戰役、第一次馬恩河戰役（9月5日至12日）及第一次埃納河戰役（9月13日至28日），然後投身塹壕戰。絕大部分的黑衛士義勇軍及民兵也在1915年起陸續投入西線戰壕，並參與了1916年的索姆河戰役、1917年的阿拉斯戰役及第三次伊珀爾戰役等重要戰事，只有第10營在1916年被派往馬其頓戰線。第一營也在1918年9月參與突破興登堡防線。

至於黑衛士第二營則在歐戰爆發後離開印度，在1915年9月26日抵達西線，隨即參與路斯戰役。同年12月，第二營隨印度遠征軍調到中東戰場，並參與了庫特圍城戰中的謝赫薩阿德戰役（1916年1月6日至8日）。由於死傷嚴重，第二營的殘部在1916年2月4日一度併入西福士高地兵團，到7月12日才恢復黑衛士編制。美索不達米亞戰役結束後，黑衛士第二營在1918年1月調到西奈及巴勒斯坦戰場，並參與米吉多戰役（9月19日至25日）。
1918年11月11日，康邊停戰協定簽訂，第一次世界大戰停火。黑衛士在四年的戰事有7,993人陣亡，以及大量士兵受傷。戰後黑衛士進行減員並重新部署：第一營在1919年派往印度駐守，直到1936年才調駐蘇丹，最後在1938返回英國。至於第二營則在1919年先返回蘇格蘭，然後在1920年加入佔領德國西里西亞的盟軍，最後在1922年返回英國。1937年9月，第二營被派往巴勒斯坦託管地鎮壓當地的巴勒斯坦人起義，並一直留守耶路撒冷。第三營預備役及若干義勇軍則在1919年遭到裁撤。

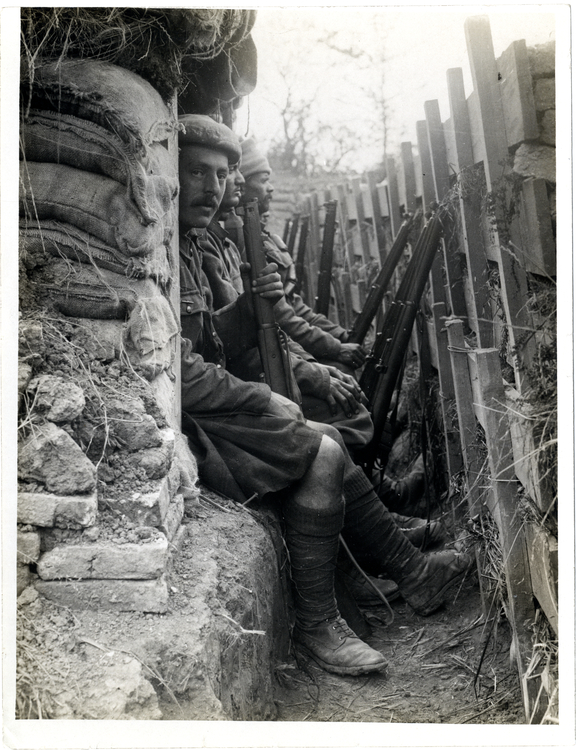
黑衛士守備法國拉旺蒂的戰壕，攝於1915年8月。在第一次世界大戰期，絕大部分黑衛士部隊都被派到歐洲西線的戰壕。
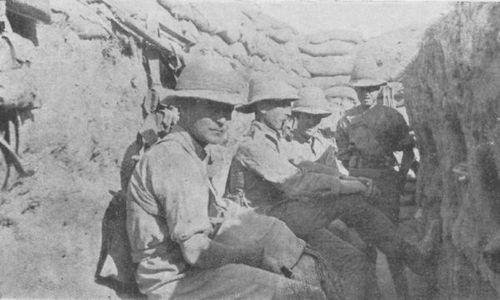
黑衛士第二營在1915年底離開西線，被調到中東參與美索不達米亞戰役。圖為黑衛士第二營在伊拉克的一處戰壕，約攝於1916至1917年間。
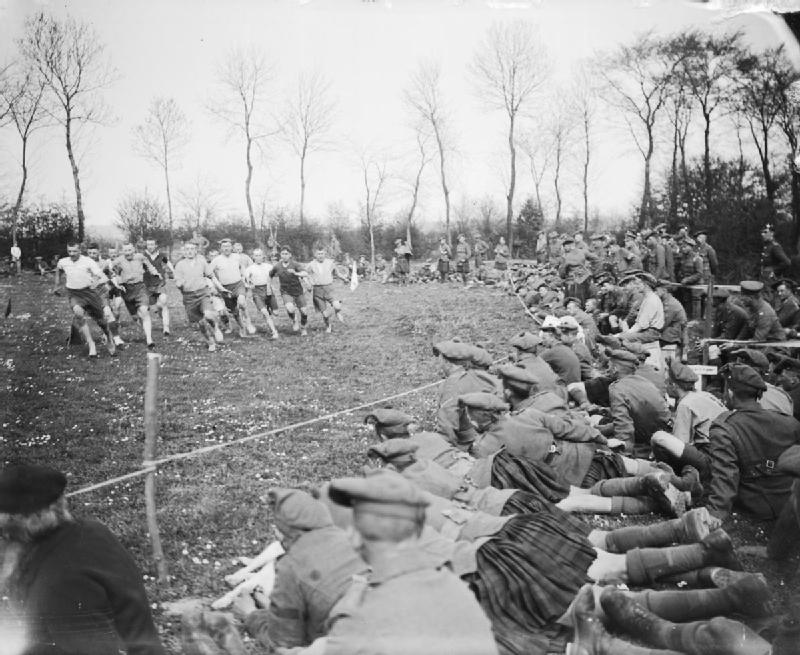
黑衛士第七營在巴約勒歐科訥耶舉行運動會，攝於1917年5月。

### 第二次世界大戰

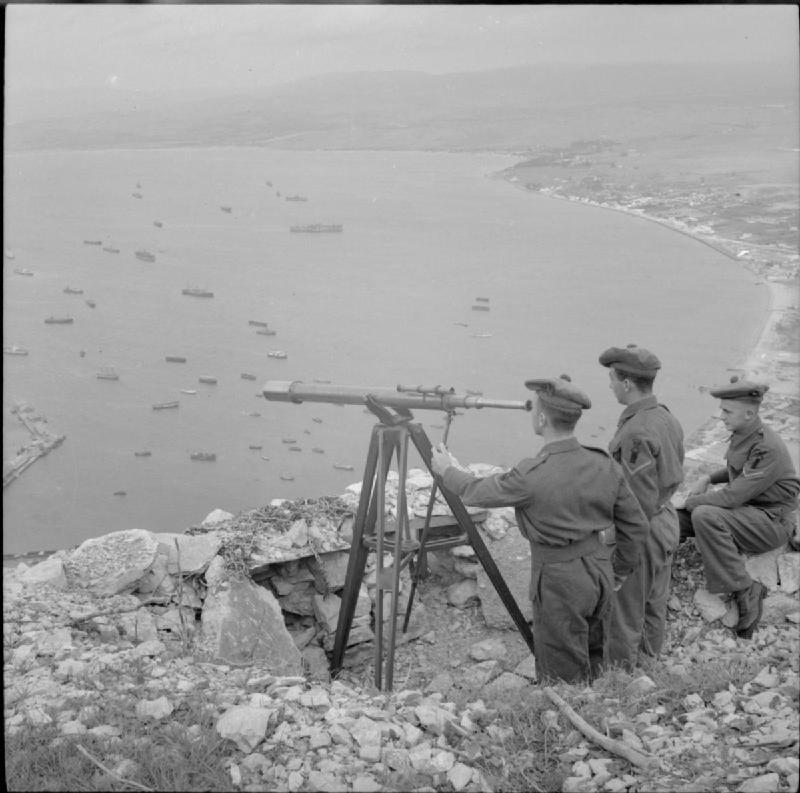
黑衛士第四營於直布羅陀，攝於1942年1月。黑衛士第四營在1940年曾短暫到法國作戰，後來隨方舟部隊經勒阿弗爾撤回英國，自後便長駐直布羅陀，直到大戰結束。

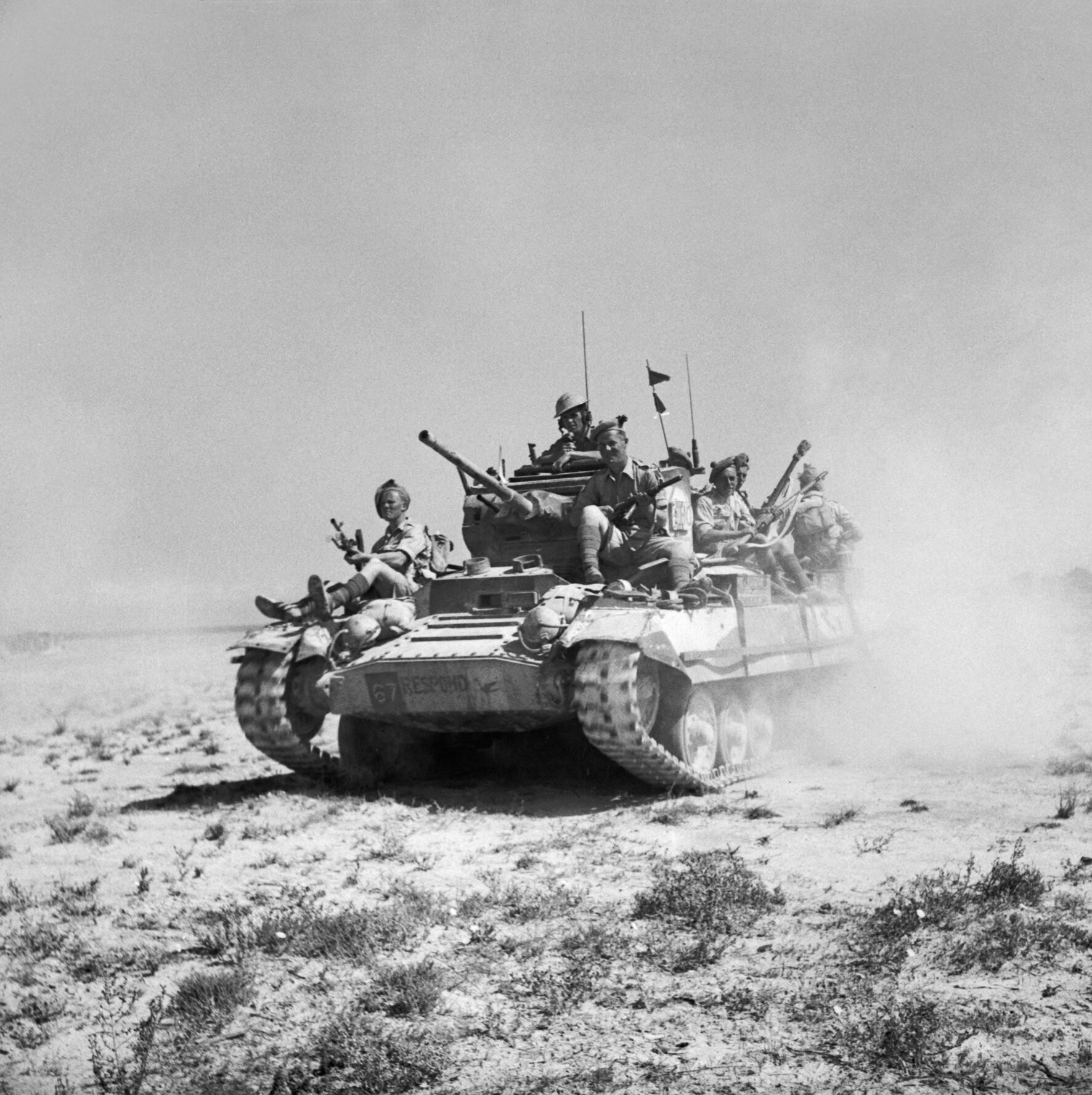
黑衛士乘坐瓦倫丁戰車行軍，攝於1943年突尼西亞戰役期間。黑衛士共有四營士兵參與了突尼西亞的戰事，並在隨後登陸到西西里、意大利及諾曼第。

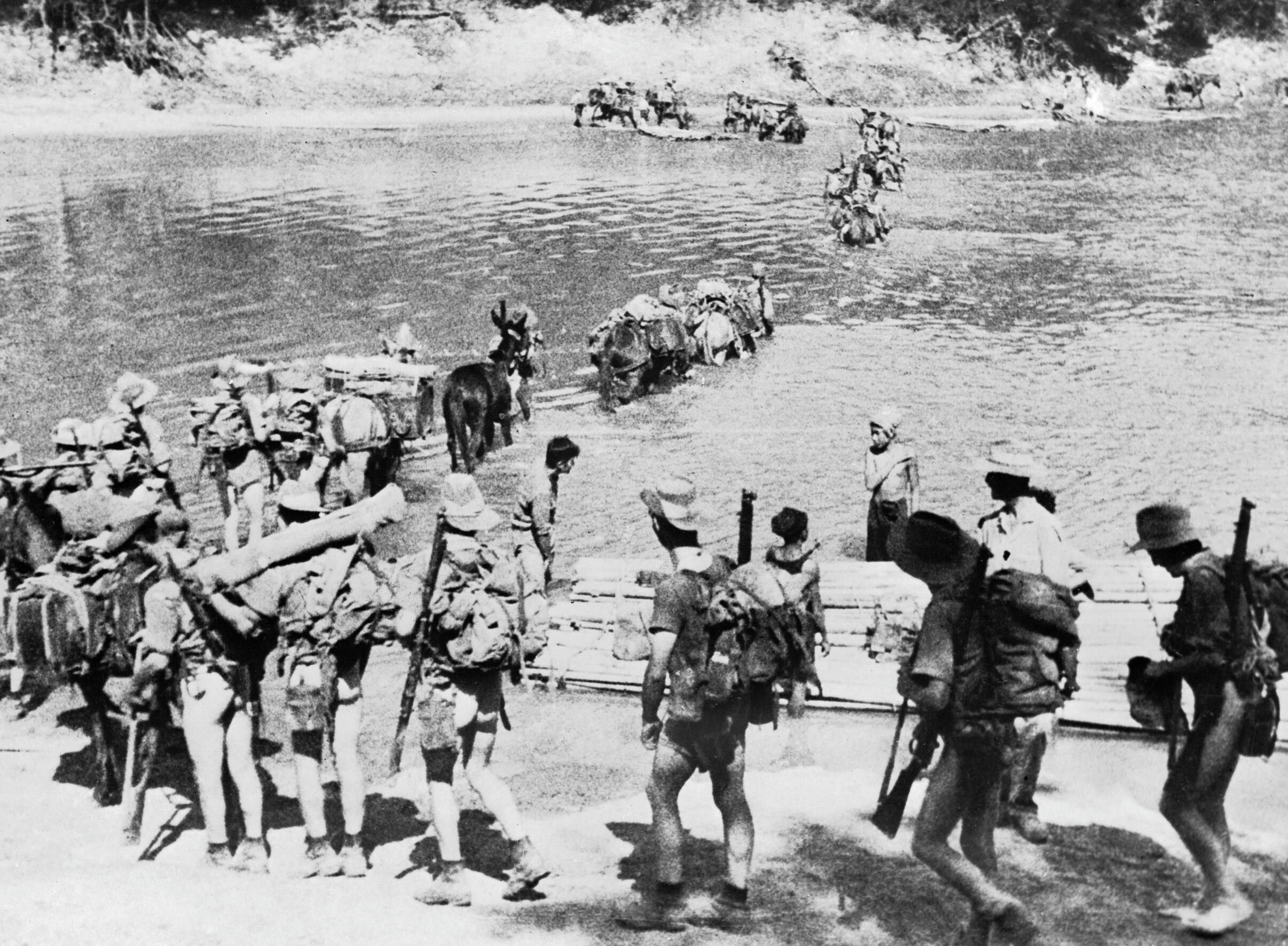
緬甸遠征軍特種部隊正在渡河，攝於1943年。黑衛士第二營在1943年編入緬甸遠征軍特種部隊，並在1944年派到緬甸的叢林，於日本軍隊主力的後方進行游擊戰。

1939年9月1日，第二次世界大戰爆發。黑衛士在1939年至1945年間先後編制有九營士兵，其中第一營及第二營為正規軍、第四營至第七營為義勇軍或民兵、第八營至第十營為本土訓練部隊。黑衛士除了三營的訓練部隊之外，全部都參與了歐洲、中東或東亞的戰事。
戰事爆發之初，英軍在戰場上連番失利。駐守多佛的黑衛士第一營率先跟隨英國遠征軍前往法國，並在假戰時期於馬奇諾防線及比利時邊境戒備。1940年5月，納粹德國入侵法國、比利時及荷蘭等地，將黑衛士等第51高地师部隊與英國遠征軍分割。第一營在馬奇諾防線略作抵抗後，便被調到索姆河河口與迪耶普之間的駐地。隨後德軍閃電攻入阿布維爾，將大量盟軍孤立於敦刻爾克；黑衛士第一營又跟隨法國准將戴高樂參與了阿布維爾戰役（1940年5月28日至6月4日），嘗試為盟軍突圍，但最終仍然不敵德軍。當時敦刻爾克大撤退已即將結束，第一營聯同第51高地師在6月5日開始向敦刻爾克突圍，但被埃爾溫·隆美爾麾下的德軍持續攻擊。6月11日，第51高地師抵達聖哈雷里死戰，但當日盟軍的船艦卻因大霧而無法前來支援。第51高地師最終在12日向隆美爾投降。
另一方面，黑衛士的第四營及第六營也在1940年1月跟隨第51高地師抵達法國。第四營起初駐守於瓦利訥，而第六營則在布魯塞爾北部。兩支部隊都在德軍發動攻勢後且戰且退，其中第四營臨時編入方舟部隊，改為向勒阿弗爾撤退，而第六營則退到敦克爾克，兩營士兵俱平安返回英國。第四營稍後派往駐直布羅陀，直至大戰結束；而第六營則暫時留守英國懷特島，防範德國入侵。至於派駐巴勒斯坦的黑衛士第二營，在二戰爆發之初仍舊留在中東。德軍進攻法國後，黑衛士第二營先調到蘇伊士運河，再於法國淪陷後轉到英屬索馬里蘭。8月法西斯意大利進攻英屬索馬里蘭，黑衛士第二營在8月17日擔任英軍撤往港口柏培拉的後衛，並多次以刺刀衝鋒擊退人數佔優的意大利殖民地軍隊。當日英軍開始由索馬里蘭撤退到亞丁，而黑衛士第二營則轉為守備開羅。
1941年，英國因德國入侵蘇聯及不列顛戰役的勝利，而逐步在歐洲戰場站穩陣腳，並籌備在非洲反攻。黑衛士第一營在1940年被俘後，英軍旋即在本土重新招募。新第一營在1942年完成編組，並聯同第五營及第七營加入第51高地師，在1942年6月前往埃及，參與西部沙漠戰役。10月23日第二次阿拉曼戰役爆發，黑衛士的第一營、第五營及第七營在戰事之初擔任步兵先鋒，為盟軍的裝甲部隊開路，承受不少傷亡。隨後隆美爾的德意志非洲軍在11月3日撤退，黑衛士的三營部隊即加入第八軍團的追擊行動（十字軍行動），為托布魯克圍城戰解圍。事有湊巧，黑衛士第二營已經在10月29日經海路增援托布魯克，正等待盟軍解救。11月21日，駐守托布魯克的盟軍向外突圍，打算配合第八軍團裝甲部隊，攻擊德軍的圍城陣地。黑衛士第二營在突圍戰中擔任先鋒，卻因英軍戰術失誤，而在欠缺裝甲部隊支援及地形掩護下進攻德軍多個機槍陣地，甚至被迫發動刺刀衝鋒。英軍最終以極高死傷佔據德軍陣地，而黑衛士更有超過200人死亡。
1942年後，黑衛士的作戰部隊主要分成兩部。第一營、第四營（長駐直布羅陀）、第五營、第六營（原駐英國懷特島）及第七營繼續留在北非及歐洲戰場，而第二營則被派往印度加以特訓，在1943年編入緬甸遠征軍特種部隊的第14步兵旅，預備滲透到日軍後方叢林進行游擊戰，以協助史迪威及蔣介石麾下的盟軍打通中印公路。1944年3月8日，日軍發動英帕爾戰役，攻向英屬印度，英軍總司令威廉·斯利姆下令特種部隊開始行動。3月23日，黑衛士第二營乘坐運輸機抵達英多北面的叢林機場（代號鴨巴甸），並且分為「第42」及「第73」兩支突擊隊，主要任務為埋伏日軍、切斷鐵路及摧毀日軍補給。4月底特種部隊籌備北上，支援英帕爾及密支那等地的戰事，黑衛士被派往即將棄置的茂盧（Mawlu）基地（代號白城），並在5月5日伏擊進攻該地的日軍。後來黑衛士在暴雨中向北前進，卻因疾病及體力透支而不斷減員，最後只能在勐拱地區協助新近抵達的第36步兵師作戰。8月19日黑衛士第二營乘坐運輸機撤回印度，並留守當地至戰爭結束。
至於歐洲及非洲戰場方面，黑衛士的第一營、第五營及第七營在1943年1月繼續向利比亞推進，其中第一營及第五營率先在1月15日於布雷特與德軍交戰。1月19日，第一營、第五營及第七營在通往的黎波里的道路曾被德軍碉堡截停，但隨後德軍繼續向突尼西亞撤退，的黎波里最終在1月23日被盟軍佔據。接著盟軍開始預備突尼西亞戰役，而黑衛士第六營也在1943年3月15日離開利物浦，在4月6日經阿爾及爾抵達巴傑前線。
1943年3月6日，隆美爾派軍進攻梅德寧，引發梅德寧戰役。當時黑衛士的第一營及第七營身處英軍高地師的前鋒，而受到德軍正面攻擊，第一營更幾乎遭到擊潰。德軍被盟軍砲火擊退後，黑衛士第五營即在3月16日參與拳擊手行動，向馬雷斯防線推進；再於4月6日的瓦迪阿卡里特戰役攻佔加貝斯外一座重要山峽，迫使突尼西亞南線的德軍繼續向北撤退。第一營、第五營及第七營在突尼西亞的戰鬥至此大致告終。至於增援巴傑的黑衛士第六營則由突尼斯西面進攻，並在4月11日起於麥德傑斯奧巴布附近的山地與德軍苦戰。5月9日，第六營隨同英軍機動部隊參與火神行動，搶佔了卡本半島東岸的小鎮柯巴，然後在當地設置路障，把由斯法克斯向北潰退的意大利及德國部隊逐一俘虜。5月13日，突尼西亞全體軸心國軍隊向盟軍投降。
北非戰場結束後，盟軍隨即準備西西里島戰役及入侵意大利。黑衛士的第一營、第五營及第七營都在1943年7月10日登陸到西西里島，並向內陸推進，直到德軍撤出西西里為止。接著黑衛士的三營部隊在9月登陸意大利，並在10月意大利轉投同盟國後返回英國，準備諾曼地登陸。另一方面，黑衛士第六營在北非戰役後一直進行兩棲登陸演練，要到1944年3月6日才登陸那不勒斯。隨後第六營參與了卡西諾戰役的末段攻勢，並隨盟軍攻破拉西米恩防線後越過佛羅倫斯，再突破哥德防線。盟軍的攻勢在1944年底逐漸被德國陸軍元帥阿爾貝特·凱塞林阻擋，要到1945年新一輪攻勢才再有進展。第六營在1944年10月10日於弗利與德軍交戰後被派往希臘，鎮壓希臘共產黨的希臘人民解放軍。盟軍在歐戰取勝後，第六營的士兵陸續回國，但仍有連隊留在希臘作戰，直到1946年6月18日才在雅典就地解散，其時歐洲戰事已經結束超過一年。
1944年6月，黑衛士的第一營、第五營及第七營一同參與諾曼地戰役，其中第五營在6月6日晚上八時於朱諾海灘登陸，卻隨即在布雷維爾戰役遭到德軍擊敗。至於第一營及第七營要到6月19日才在諾曼第登陸，但也在卡昂以東的巴旺森林（Bois de Bavent）遭到德軍砲擊受損。卡昂戰役後，黑衛士三營部隊一同參與法萊茲包圍戰，並先後收復勒阿弗爾及敦刻爾克，當中黑衛士第一營更在9月2日取道聖哈雷里：該處為第一營在1940年向德軍投降的地點。1944年底黑衛士橫越默茲河進入荷蘭，並在1945年2月8日參與芮斯華森林之戰，協助盟軍攻入德國。3月23日黑衛士於戰利品行動中強渡萊茵河，然後向布魯塞爾推進，直到5月8日德國投降為止。

### 二戰後的部署

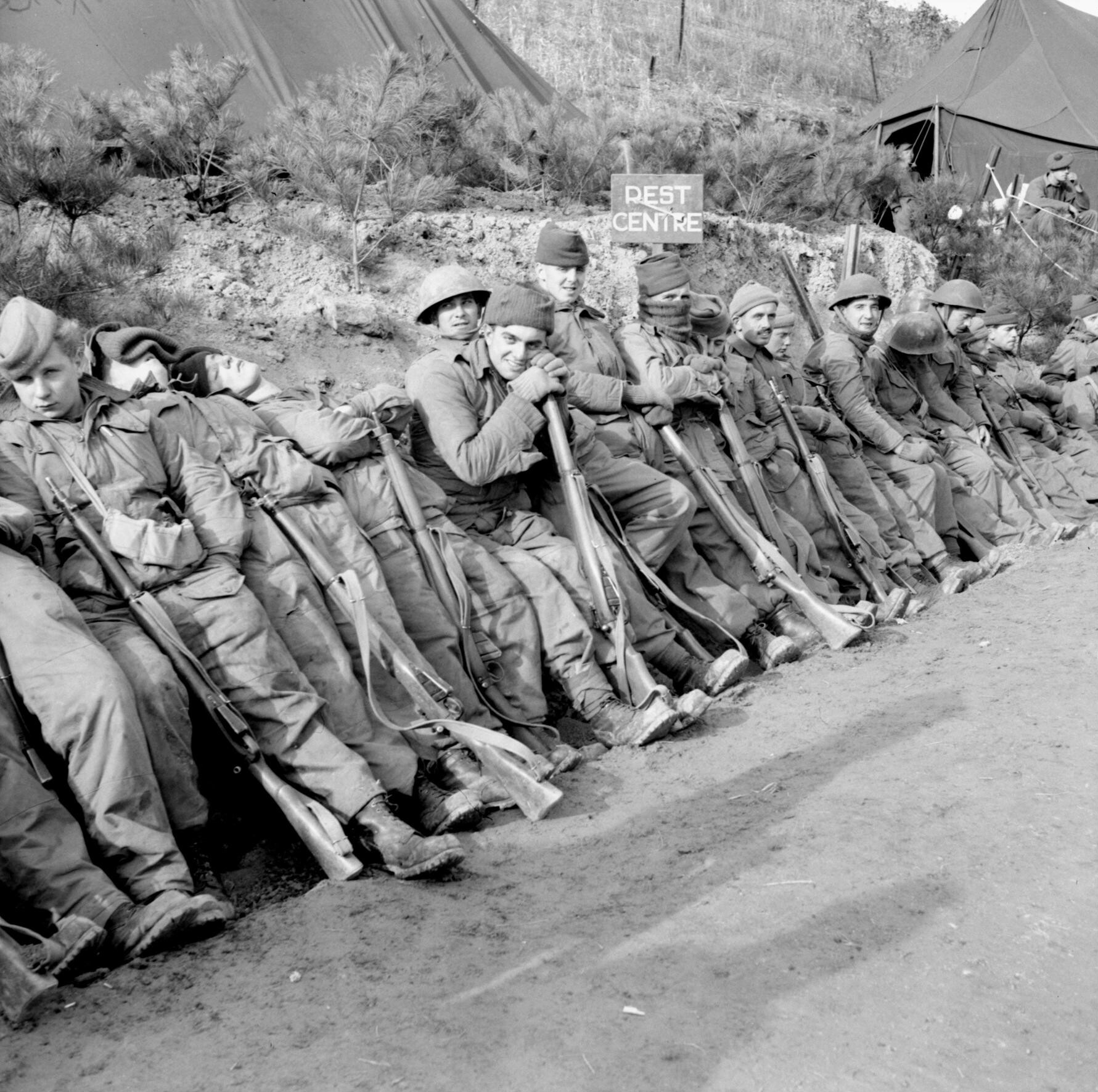
參加韓戰的黑衛士第一營士兵，1952年11月攝於開城附近。

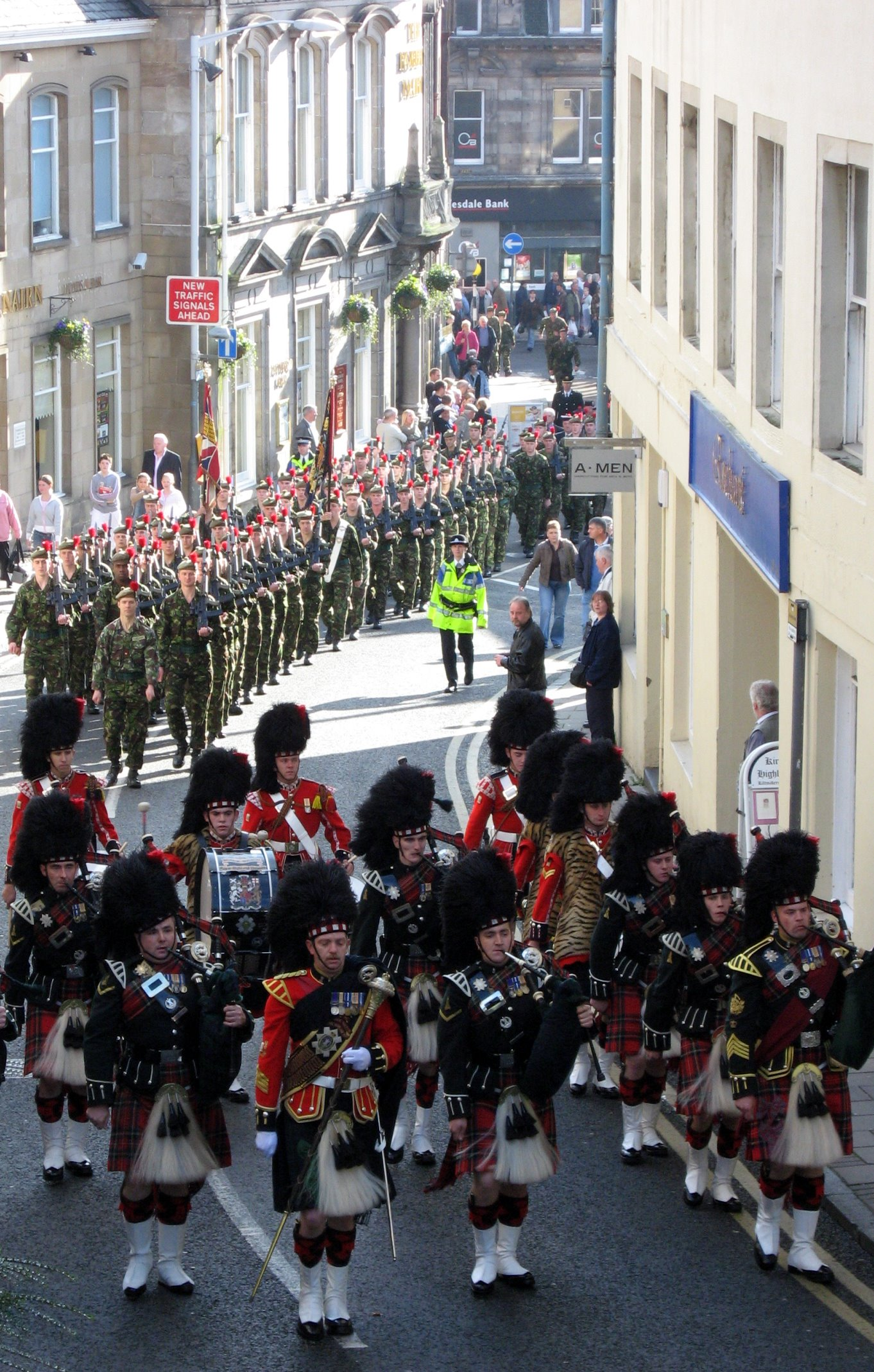
2006年10月21日，黑衛士以皇家蘇格蘭軍團第三營身份在法夫市巡遊，由黑衛士的風笛鼓樂隊領行。自1739年起，黑衛士的風笛手便使用紅色為主的皇家斯圖亞特格紋，而持杖者則採用黑衛士的深色格紋。陣列後方的士兵雖然穿著現代軍服，但在蘇格蘭圓扁帽上仍然插有黑衛士專屬的紅色羽毛。

#### 駐防
第二次世界大戰後，黑衛士恢復兩營正規軍的編制。第一營在1945年至1951年間為佔領德國的盟軍部隊之一，而駐守印度的第二營則在印巴分治後協助鎮壓宗教衝突及屠殺。1948年2月26日，黑衛士第二營在卡拉奇舉行軍樂巡遊後乘船離開，為最後一批離開巴基斯坦的英國軍隊。隨後第二營與駐守德國的第一營合併。

#### 韓戰
1950年6月，韓戰爆發，聯合國安理會在7月通過第84號決議，出兵支援韓國，英聯邦各國也組成援韓部隊前往戰區。黑衛士第一營在1952年開始準備參戰，而第二營也在同年4月重新編組，以接替駐德的第一營。
1952年6月20日，黑衛士第一營抵達釜山，充當預備部隊，劃歸到英聯邦第1師的第29步兵旅之下。當時聯合國軍佔據了開城戰線的坪村南山（俗稱「鐵鈎」，The Hook）：該處的鈎狀山地控制了臨津江北岸的兩個渡口，對的戰術部署有重要影響，故此自1951年起便時常遭到中國人民志願軍進攻。黑衛士第一營在1952年11月14日接替駐守鐵鈎的美國海軍陸戰隊，並開始建設戰壕。11月18日凌晨，志願軍向鐵鈎發動人海戰術進攻，一度將黑衛士迫入戰壕近戰，但是在威靈頓公爵兵團及盟軍的砲火反擊下，志願軍最終在日出後被擊退。1953年初，黑衛士在休整後再次部署到鐵鈎山地。同年5月，中國因停火談判破裂而發動新一輪攻勢，鐵鈎山地一帶的交火也日益增加。5月3日及4日，志願軍兩次派兵搶攻鐵鈎，並再次與黑衛士爆發近距激戰，但又遭黑衛士、土耳其士兵及美軍砲火聯合擊退。5月18日及28日，志願軍又再嘗試進攻鐵鈎，並且被志願軍記錄為坪村南山戰鬥。雖然當時黑衛士已經與威靈頓公爵兵團互換位置，但仍然與志願軍爆發激戰。志願軍最終被聯合國軍擊退，而皇家燧發槍兵團則在29日到鐵鈎山地換防。

#### 駐防
1953年7月韓戰結束，黑衛士第一營即時調到肯雅，協助鎮壓茅茅起義，期間曾經短暫回到蘇格蘭休整。至於黑衛士第二營則在1954年調到英屬圭亞那，在1956年調回愛丁堡，自此與第一營合併。1958年，黑衛士派到塞浦路斯鎮壓塞浦路斯鬥士國家組織，然後在1961年起分別於英國、德國及蘇格蘭駐防。1968年至1995年間，黑衛士多次派到北愛爾蘭，協助鎮壓當地的宗教衝突及反英抗議，期間亦曾短暫到德國及香港（1992年至1994年）駐守。

#### 香港主權移交
1997年2月，黑衛士再次派駐香港，並參與同年6月30日香港主權移交的英方告別儀式，以及隨後的香港交接儀式。黑衛士不但派出風笛手在英方告別儀式上獨奏《The Immortal Memory》，更在交接儀式上擔當儀仗隊陸軍代表，接過降下的英國國旗，是最後一支離開香港的英國軍隊。

#### 駐防
踏入21世紀，黑衛士曾經在2001年科索沃戰爭期間，以北約維和部隊身份到當地執勤。2003年伊拉克戰爭爆發，當時駐守於科威特的黑衛士在3月參與了特里克行動，協助英軍攻佔巴士拉，然後於6月返國。2004年7月，黑衛士再次派往伊拉克，並於2004年11月應美軍要求前往巴格達戰區，增援第二次費盧傑戰役。黑衛士在美國戰區中共有七人因土製炸彈及自殺攻擊而陣亡。同年12月黑衛士啟程返國，並在2006年3月再次派駐北愛爾蘭。

## 皇家蘇格蘭兵團第三營時期（2006-）
2006年，英國國防部因應軍費削減及士兵招募不足而推行軍事改制，並在3月28日正式生效。是次改制將多個蘇格蘭高地的兵團裁減合併，而黑衛士也在改制中被縮減為營級部隊，改為編屬於皇家蘇格蘭兵團的第三營，但仍可保留原有的團級軍樂隊。新的黑衛士部隊全稱為「黑衛士，皇家蘇格蘭兵團第三營」。（The Black Watch, 3rd Battalion, The Royal Regiment of Scotland）。
2006年11月1日，黑衛士第三次前往伊拉克作戰，期間主要在伊拉克米桑省及鄰接伊朗的邊境地區執勤，於2007年5月15日返抵蘇格蘭，沒有錄得死傷。2009年3月30日，黑衛士首次派往參與阿富汗戰爭，並駐守於坎大哈市，負責反塔利班任務及地區重建計劃，最後於11月7日返抵蘇格蘭。是次部署黑衛士有一名軍官在赫爾曼德省的戰事中因傷死亡。後來黑衛士在2011年9月至2012年4月之間再次部署到阿富汗，並駐守於赫爾曼德省。
2013年，黑衛士開始擔任英國的本土應急部隊（Contingency battalion），並在第39屆八大工業國組織會議期間負責安保工作。黑衛士也在2013年和2014年為英格蘭和威爾士地方政府提供訓練，應付消防員工會的工業行動。
2015年3月到9月，黑衛士被派往塞浦路斯，執行聯合國維持和平部隊的任務。2016年黑衛士曾經在肯亞和法國等地進行訓練，並開始改編為輕裝機械化步兵。

## 格紋、軍帽羽飾及風笛鼓樂隊

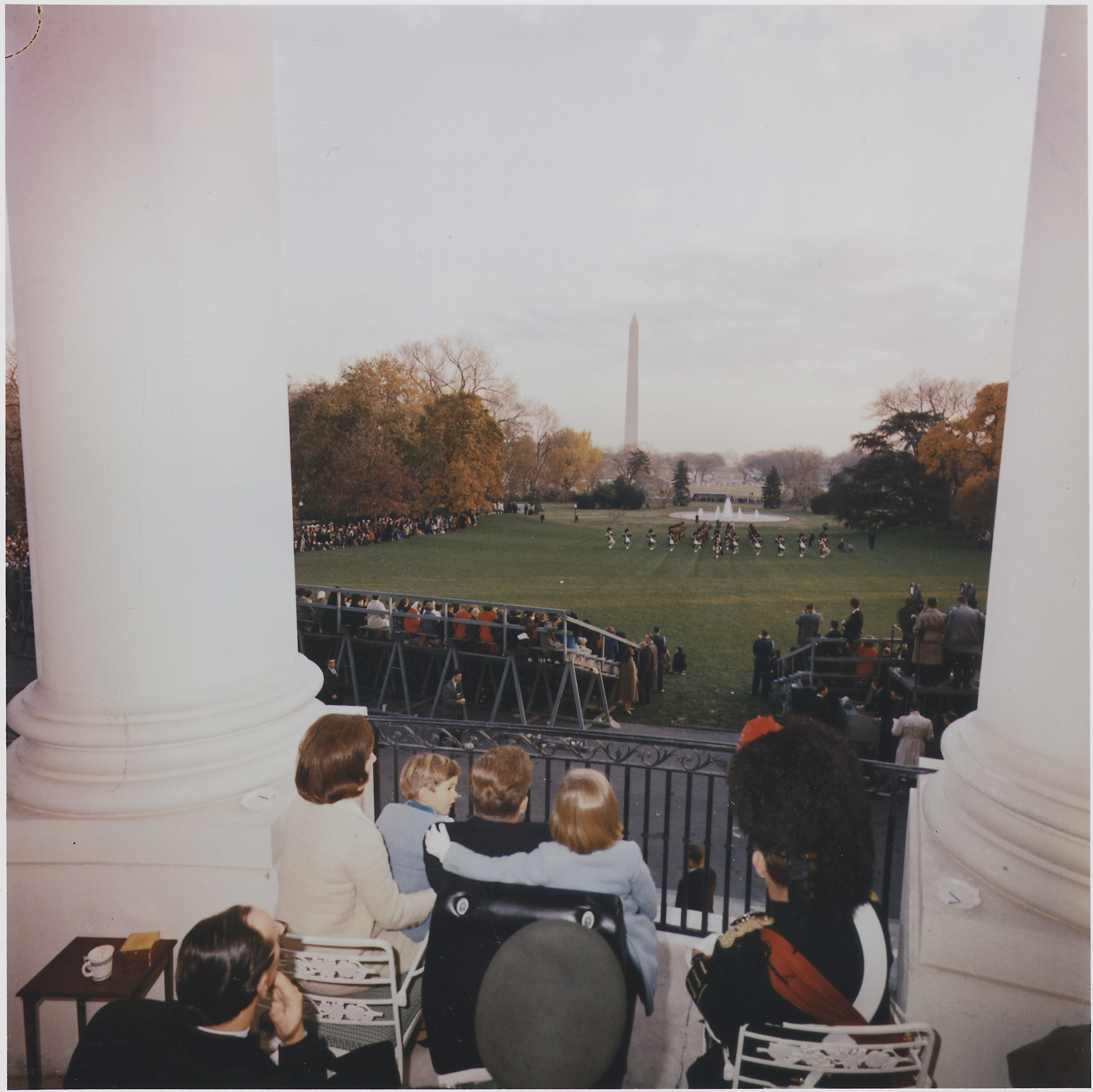
1963年11月13日，黑衛士的風笛手應邀到訪美國，並在白宮的南草皮表演。美國總統約翰·甘迺迪、第一夫人積琪蓮·甘迺迪、兒子小約翰·甘迺迪及女兒卡羅琳·甘迺迪亦有出席。一個星期後，甘迺迪遇刺身亡。積琪蓮·甘迺迪特別邀請當時在肯塔基州的黑衛士風笛手在總統的國葬演奏。

黑衛士的格紋在歷史上有多次演變。回到兵團設立初期的1739年，黑衛士的士兵在執勤時使用以藍色、黑色和綠色為主的「政府格紋」（Government Tartan）。在非執勤時期，黑衛士則使用顏色相若、但編織不同的「阿福爾格紋」（Athole Tartan）。至於風笛手則使用紅色為主的皇家斯圖亞特格紋。
雖然「政府格紋」時常被稱為「黑衛士格紋」（Black Watch Tartan），但這套格紋並非由黑衛士兵團獨享。18世紀，英國政府在蘇格蘭高地徵召了更多步兵軍團，諸如第98亞皆爾郡高地步兵軍團（1793年創立）及第93修打蘭高地步兵軍團（1799年創立）也使用了「政府格紋」。由於這些高地軍團大多由特定的高地氏族招募，故此兩個軍團都用自己的氏族名稱去稱呼「政府格紋」：第98軍團稱之為「坎貝爾格紋」（Campbell Tartan），而第93軍團則稱之為「修打蘭格紋」（Sutherland Tartan），縱然兩者與黑衛士的格紋幾無二致。這使後世部分資料誤以為「坎貝爾格紋」即為「政府格紋」及「黑衛士格紋」的始祖。至於其他高地軍團則採用了「政府格紋」的變體。比如19世紀末創立的西福士高地兵團，就在「政府格紋」上新增了紅色和白色間條；而第92戈頓高地步兵軍團則新增了黃色間條。
蘇格蘭格紋在19世紀及20世紀經歷長時間演變。雖然「政府格紋」的編織格局未有大幅變化，但使用的顏色上已經與18世紀有一定差異。2006年皇家蘇格蘭軍團成立之時，併入軍團的六個營級部隊（包括黑衛士在內）都統一採用「政府格紋」，只是在顏色深淺上有所區別。
軍帽羽飾方面，黑衛士兵團在18世紀末開始使用紅色軍帽羽飾，但確切時間及原因卻不甚明確。部分資料指黑衛士可能在1770年代已經開始使用紅色羽飾。至於主流的傳說則指黑衛士在1795年1月於荷蘭的一場戰事中，由法軍手上奪回被俘的火砲。其後軍團之間開始出現傳聞，指官方將會嘉獎黑衛士的奪砲戰功，但形式卻不甚明瞭。到在1795年6月4日，黑衛士在喬治三世官方壽辰日預備巡遊，卻於出發前獲贈一箱紅色軍帽羽飾。這使黑衛士認定該羽飾為官方的嘉獎，自此便視為自己軍團獨有的標誌。到1822年，由於軍方制服手冊出現印刷錯誤，使部分蘇格蘭軍團認為自己亦有權使用紅色軍帽羽飾，並與黑衛士引發爭執。後來軍方在同年確認紅色羽飾為黑衛士所專用，爭議才告一段落。1919年，黑衛士將每年1月5日定為「紅羽日」（Red Hackle Day），視為軍團的隊慶。2006年黑衛士併入皇家蘇格蘭軍團後，仍在蘇格蘭圓扁帽穿戴紅色羽毛，但在蘇格蘭無簷帽則統一使用黑色公雞毛。
黑衛士的風笛鼓樂隊亦有悠久歷史。英國陸軍起初並沒有使用蘇格蘭高地大風笛的傳統，但黑衛士在18世紀初加入英軍之時，卻保留了風笛樂隊。當黑衛士在1743年於倫敦叛變時，就有一名士兵被紀錄為風笛手。1750年代至1760年代的部分資料，也有紀錄到黑衛士的風笛鼓樂隊，只是欠缺詳細資料。美國獨立戰爭期間，英軍資料記載到黑衛士有風笛手在哈林高地戰役及華盛頓堡攻城戰中受傷或陣亡，顯示風笛樂隊亦有參與前線戰鬥。
根據1853年一名黑衛士風笛手的資料，黑衛士在1770年代的快操（Quick march）樂曲為《Highland Laddie》（直譯為《高地少年》）及《All the Blue Bonnets are over the Border》（《邊境上的藍絨帽》）；至於慢操（Slow march）則是黑衛士軍官約翰·里德創作的《The Garb of Old Gaul》（《老高盧人的裝扮》）。這些快操及慢操的軍樂一直在19世紀及20世紀沿用。
2006年，黑衛士與多個蘇格蘭兵團被併入皇家蘇格蘭軍團，由團級縮減至營級部隊。出於延續歷史傳統，軍方特別准許各個部隊保留原有的風笛鼓樂隊。在新的編制下，皇家蘇格蘭軍團的快操軍樂為《Scotland the Brave》（《勇者蘇格蘭》），慢操則是軍團自創的《The Slow March of the Royal Regiment of Scotland》（《皇家蘇格蘭兵團的慢操》）。至於黑衛士（即第三營）的快操仍然為《Highland Laddie》，但慢操則改為《My Home》（或稱為《Highland Cradle Song》，《高地搖籃曲》）。黑衛士的風笛手及鼓手同時是部隊的機槍排，需要參與實戰。

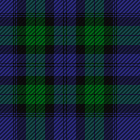
黑衛士在高地獨立連（1725年-1739年）時期採用的「政府格紋」，以藍色、黑色和綠色為主調。這套格紋隨後衍生多種不同變體。
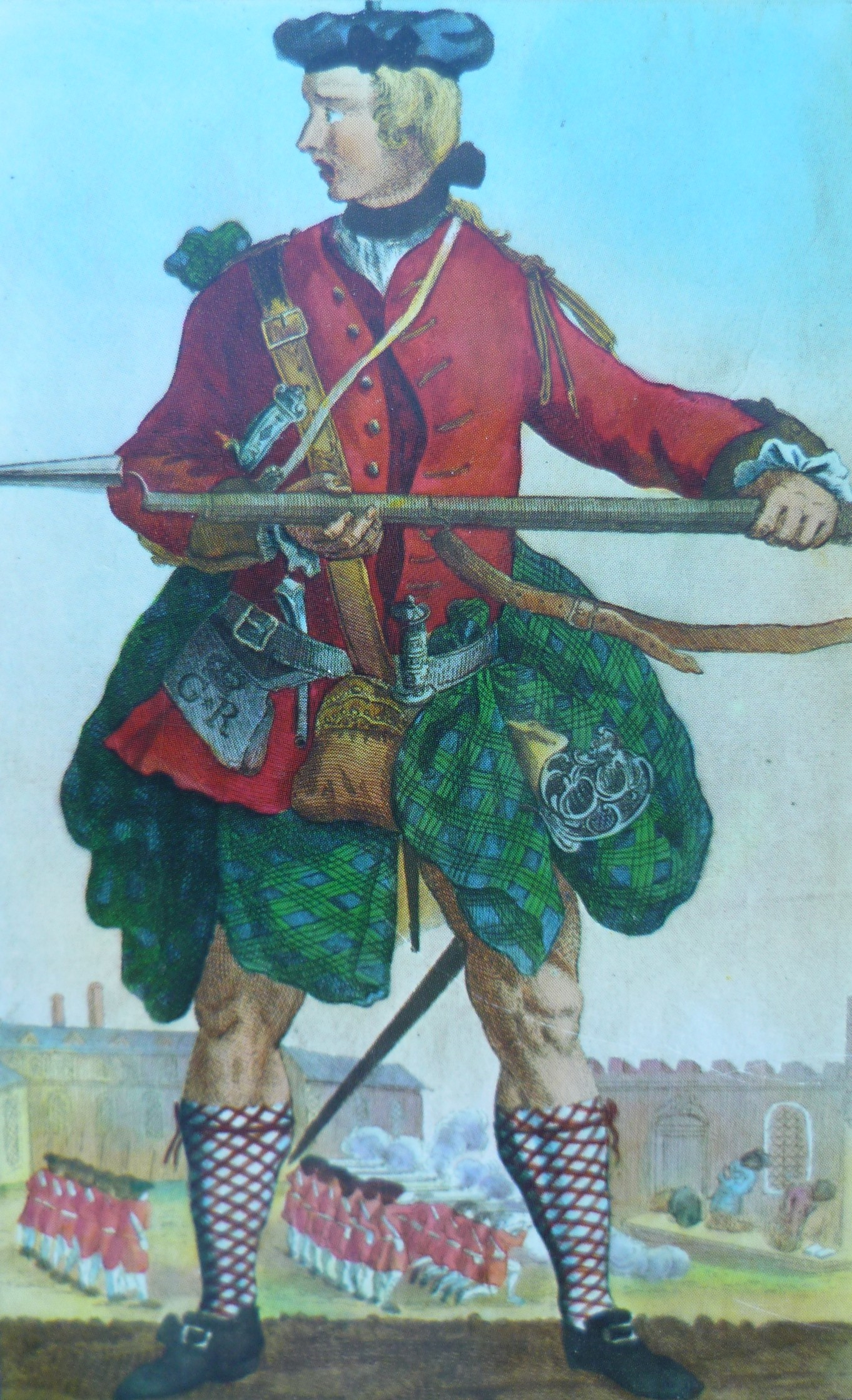
一幅第43步兵軍團士兵的雕畫。畫中可見黑衛士早年使用的深色格紋。
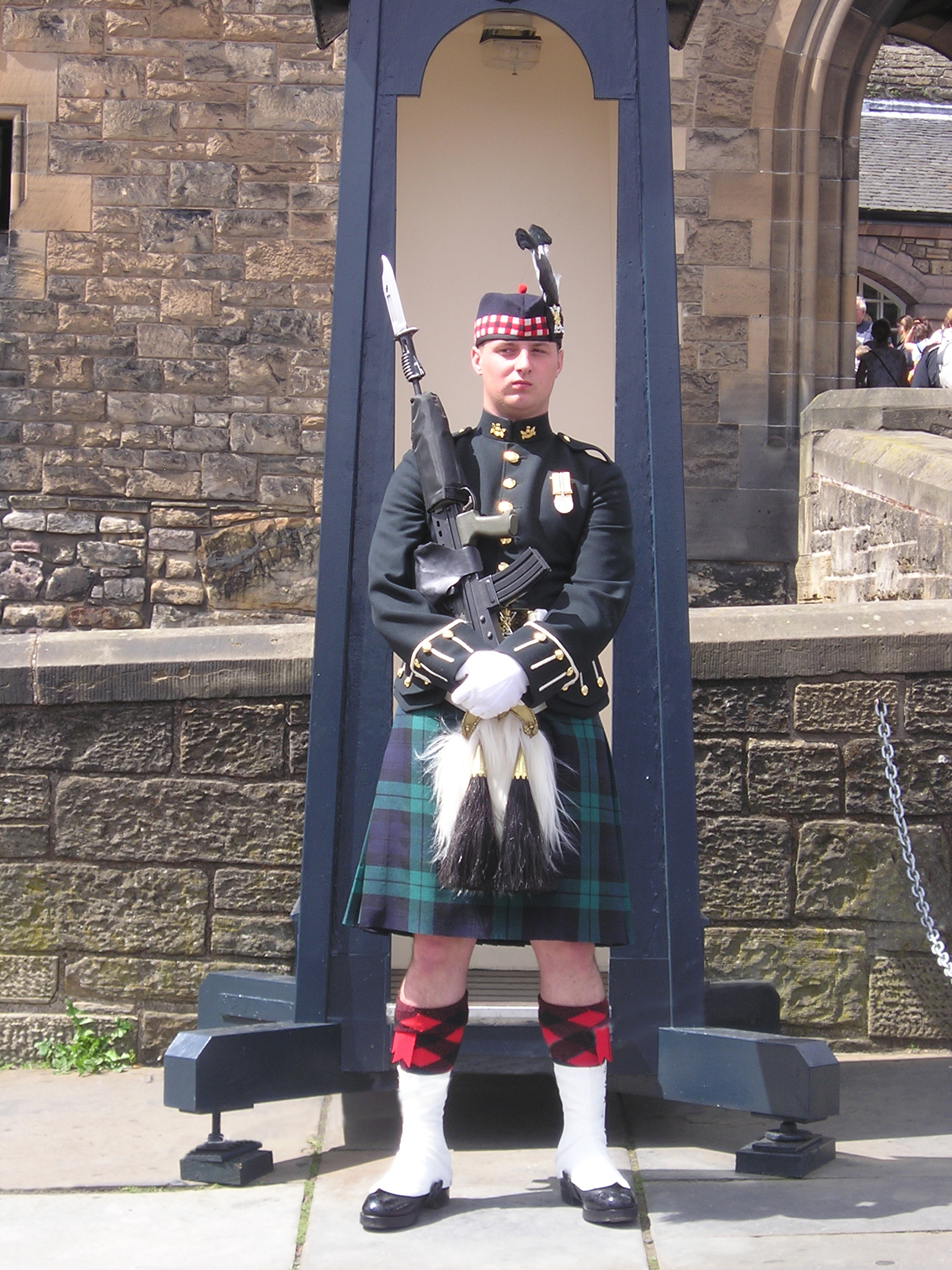
一名皇家蘇格蘭軍團的衛兵正守備愛丁堡城堡，攝於2006年。皇家蘇格蘭軍團的蘇格蘭裙同樣採用了「政府格紋」（黑衛士格紋），但現代的「政府格紋」在用色上與18世紀已有一定差異。注意士兵在蘇格蘭無簷帽（英语：Glengarry）穿戴的黑色公雞毛。
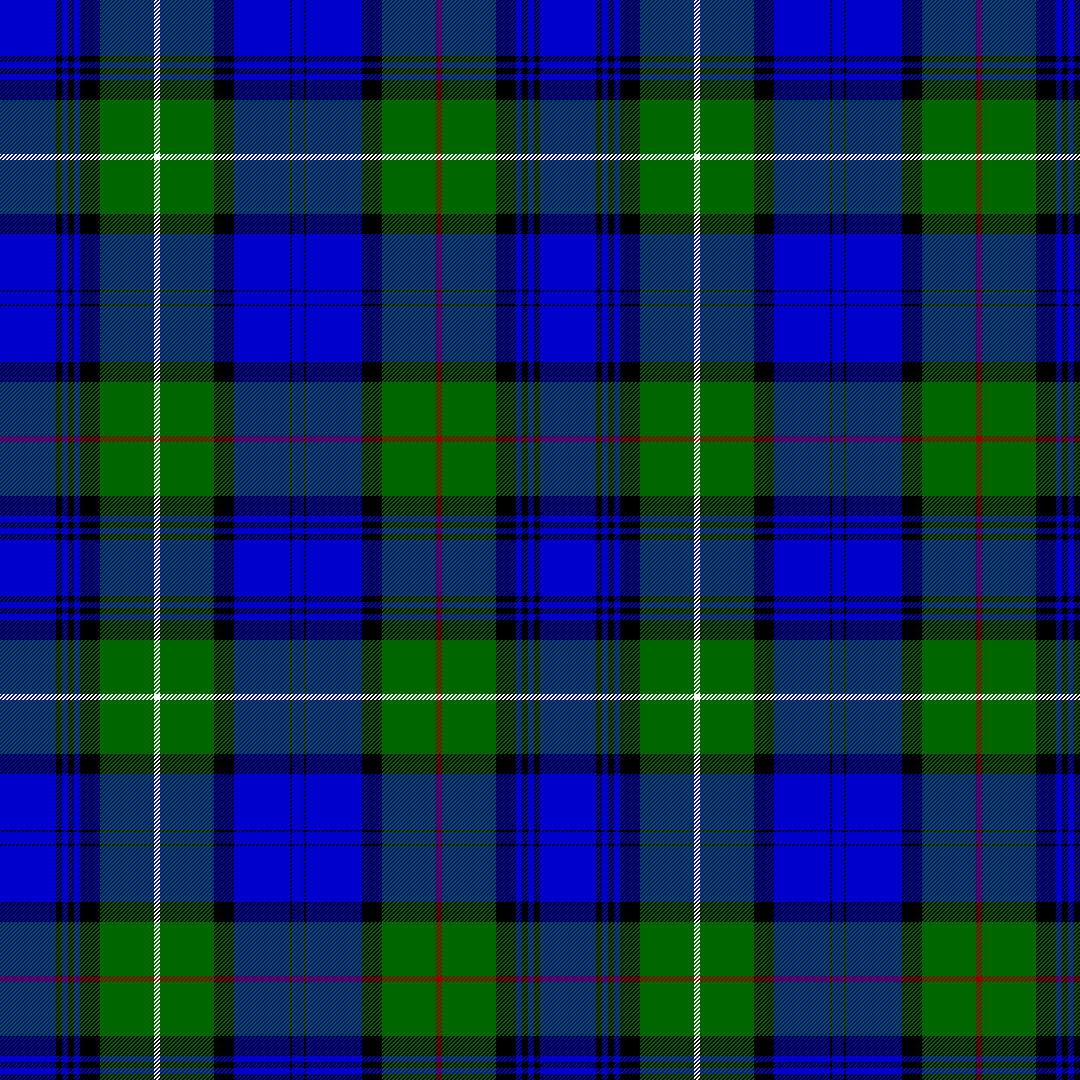
麥肯齊格紋（MacKenzie Tartan）是黑衛士格紋的變體之一，同樣以藍色、黑色和綠色為主調。兩者最大分別在於麥肯齊格紋新增了紅色及白色線，而其他顏色的深淺也有所不同。

## 加拿大黑衛士

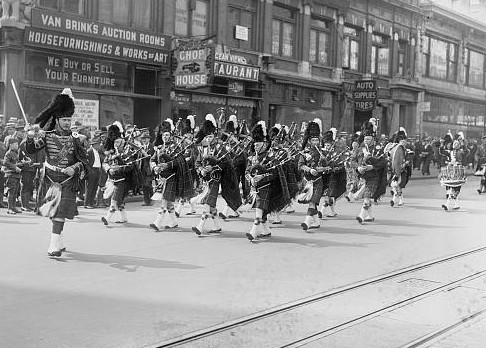
加拿大黑衛士的風笛鼓樂隊正在表演，攝於1925年。

除了英國之外，加拿大也有一支步兵部隊以黑衛士為名。1862年，美國在公海攔截了一艘英國商船，引發特伦特号邮轮事件，令到英國幾乎與美國爆發戰爭。當時加拿大出於國防考慮，即時在國內徵召蘇格蘭移民充任民兵。這支民兵曾經多次改制，在1884年開始採用高地士兵制服，並且選擇了黑衛士的服飾。1905年，這支加拿大民兵與英國的黑衛士結為盟友，並在1907年更名為加拿大高地兵團第五營，最終在1930年把「黑衛士」列為軍團的官方稱號。1935年，加拿大黑衛士定名為「黑衛士（加拿大皇家高地軍團）」（The Black Watch (Royal Highland Regiment) of Canada），並沿用至今。 加拿大魁北克省中学主教学院军事青年团BCS No.2 Cadet Corps, 加拿大历史最悠久的青年军事组织为其青年翼。（学校成立于1836年，青年团成立于1961年）如今加拿大黑衛士（皇家高地軍團）總部位於加拿大魁北克省蒙特利爾市。

## 沿革列表
| 日期           | 全稱                           | 全稱                                                           |
| -------------- | ------------------------------ | -------------------------------------------------------------- |
| 1725年－1739年 | 高地獨立步兵連                 | Independent Highland Companies                                 |
| 1739年－1749年 | 第43高地步兵軍團               | 43rd (Highland) Regiment of Foot                               |
| 1749年－1758年 | 第42高地步兵軍團               | 42nd (Highland) Regiment of Foot                               |
| 1758年－1861年 | 第42皇家高地步兵軍團           | 42nd Royal Highland Regiment of Foot                           |
| 1861年－1881年 | 第42皇家高地步兵軍團（黑衛士） | 42nd Royal Highland Regiment of Foot (The Black Watch)         |
| 1881年－2006年 | 黑衛士（皇家高地軍團）         | The Black Watch (Royal Highland Regiment)                      |
| 2006年－       | 黑衛士，皇家蘇格蘭兵團第三營   | The Black Watch, 3rd Battalion, The Royal Regiment of Scotland |